# Stadtgliederung Marls
Dieser Artikel behandelt die Stadtgliederung Marls. Die heutige Stadt Marl ist erst in der Industrialisierung entstanden, vor allem durch die Zechen Brassert und Auguste Victoria sowie durch die Chemischen Werke Hüls. Dabei schließt das Stadtgebiet nicht nur den Großteil des früheren Amtes Marl, sondern auch an die Stadt herangewachsene Teile der früheren Landgemeinde Recklinghausen und der früheren Gemeinde Oer im östlichen Drittel des heutigen Stadtgebiets.
Nachdem die meisten Stadtteile seit jeher nach den Bauerschaften und ehemaligen Gemeinden benannt wurden, auf deren Gebiet sie lagen, hat die Stadt Marl ca. im ersten Jahrzehnt des 21. Jahrhunderts das Stadtgebiet in neue statistische Bezirke gegliedert, über die regelmäßig Daten erhoben werden, und bezeichnet die statistischen Über-Bezirke als „Stadtteile“. Da diese jedoch in Namensgebung und Grenzziehung zum Teil erheblich von natürlichen, historischen und siedlungsgeschichtlich gewachsenen Grenzen sowie dem Bewusstsein der Bürger der Stadt abweichen, werden sie nachfolgend den historischen Stadtteilen gegenübergestellt.

## Statistische Bezirke
Die Stadtverwaltung Marl gliedert die Stadt in die folgenden als Stadtteile bezeichneten statistischen Über-Bezirke, die, vom Chemiepark abgesehen, offenbar derart zugeschnitten wurden, dass sie jeweils um 10.000 Einwohner haben; mit je vorangestellter zweistelliger Kennziffer (in Klammern die Einwohnerzahlen am 31. Dezember 2020):
| - 11 Stadtkern (7.803) - 12 Alt-Marl (9.610) - 13 Brassert (11.152) | - 14 Drewer-Nord (9.074) - 15 Drewer-Süd (9.447) | - 21 Hüls-Nord (6.615) - 22 Hüls-Süd (12.380) - 30 Marl-Hamm (9.443) | - 40 Chemiezone (0) - 50 Polsum (4.597) - 60 Sinsen-Lenkerbeck (7.782) |

Diese Stadtteile gliedern sich weiter in je vier bis sechs statistische Bezirke, bei Polsum sind es nur deren zwei und in der Chemiezone existiert keine weitere Unterteilung. Die auf 1 beginnenden Stadtteile gehörten dem früheren Amt Marl an, alle anderen gehörten bis 1926 zum Amt Recklinghausen.
Diese Stadtteile und statistischen Bezirke haben wenig mit den alten Gemarkungen zu tun. Sie gliedern die Stadt in der Hauptsache nach durch Straßen und Bahnlinien geschnittenen Segmenten, in denen zum Beispiel die für Hüls und Drewer zentrale Victoriastraße/Bergstraße die beiden Stadtteile zweiteilt. Da überdies das alte Zentrum von Lenkerbeck de facto von Westen an Hüls herangewachsen ist und durch die Trasse der A 43 gut vom Ostteil Lenkerbecks abgetrennt ist, verteilt sich Lenkerbeck nominell auf drei „Stadtteile“, von denen es nur in einem namentlich auftaucht.

## Tabellarische Übersicht
| Statistischer Bezirk                             | historisch                                                                                             | Nr. | Fläche [km²] | Einwohner | EW /km² | Lage (innerhalb der Übereinheit)         | Bemerkungen |
| ------------------------------------------------ | --- | --- | ------------ | --------- | ------- | ---------------------------------------- | --- |
| Stadtkern                                        | - Marl - Drewer (O) - Brassert (NW)                                                                    | 11  | 1,938        | 7803      | 4026    | südwestliches Zentrum                    | durchgängig bebautes neues Stadtzentrum; Segmentierung durch die Bahnstrecke Gelsenkirchen-Buer Nord–Marl Lippe (SW–NO) und Hervester Str./Willy-Brandt-Allee(NW–SO) |
| Stadtkern-Mitte                                  | - Marl - Brassert (W) - Drewer (N)                                                                     | 111 | 0,957        | 2668      | 2788    | Norden und Mitte                         | Stadtzentrum mit Marler Stern |
| Stadtkern-West                                   | - Marl                                                                                                 | 112 | 0,229        | 1434      | 6262    | Südwesten                                | schließt südwestlich der Hervester Str. an 111 an |
| Stadtkern-Ost                                    | - Drewer                                                                                               | 113 | 0,218        | 1951      | 8950    | Südosten                                 | schließt nordöstlich der Willy-Brandt-Allee an 115 an |
| Stadtkern-Kreuzstraße                            | - Drewer - Marl (O)                                                                                    | 114 | 0,534        | 1750      | 3277    | äußerster Süden                          | separiert durch Bahnstrecke Gelsenkirchen-Buer Nord–Marl Lippe (NW), B 225 (SW), Herzlia-Allee (O) und Willy-Brandt-Allee (NO) |
| Alt-Marl                                         | - Marl - Frentrop (W bis S) - Drewer (S bis O)                                                         | 12  | 12,450       | 9610      | 772     | Südwesten                                | Gebiet um das Zentrum des alten Dorfes Marl, südwestlich des neuen Stadtkerns; der besiedelte Teil im Norden wird in N–S-Richtung segmentiert durch den Sauerbruchkanal sowie die Barkhausstraße und endet im SO an der Bahnstrecke Gelsenkirchen-Buer Nord–Marl Lippe; die B 225 trennt vom besiedelten Teil einen Südteil ab und bildet weiter westlich die Siedlungsgrenze; Nordgrenze zu Brassert ist die Hervester Straße                                                                       |
| Alt-Marl-Mitte                                   | - Marl                                                                                                 | 121 | 0,612        | 2435      | 3979    | Norden                                   | Zentrum der alten Bauerschaft Marl |
| Alt-Marl-Ost                                     | - Marl                                                                                                 | 122 | 0,209        | 1954      | 9349    | Osten                                    | Durch B 225 (NO) und Bahnstrecke Gelsenkirchen-Buer Nord–Marl Lippe (NW) separierter Südrand des Siedlungsgebietes |
| Alt-Marl-Volkspark                               | - Marl                                                                                                 | 123 | 0,614        | 1077      | 1754    | Mitte                                    | Südrand des Siedlungsgebietes südlich der B 225 und nordwestlich der Bahnstrecke Gelsenkirchen-Buer Nord–Marl Lippe mit Volkspark Marl |
| Alt-Marl-Riegefeld                               | - Marl (SO) - Frentrop (NW)                                                                            | 124 | 0,865        | 3202      | 3702    | nordwestlich der Mitte                   | Südwestrand des Siedlungsgebietes, von 121 im Osten durch den Sauerbruchkanal getrennt |
| Alt-Marl-Frentrop                                | - Frentrop                                                                                             | 125 | 4,325        | 404       | 93      | Westen und Südwesten                     | agrarisch genutzter Ortsrand des eigentlichen Marl zu Polsum und Dorsten mit der alten Bauerschaft Frentrop sowie dem danach benannten Gewerbegebiet im Westen |
| Alt-Marl-Süd                                     | - Drewer - Frentrop (nur äußerster W)                                                                  | 126 | 5,826        | 538       | 92      | Südosthälfte                             | landwirtschaftlich genutzter Stadtrand zu Herten mit den Weilern Steinernkreuz und Linde |
| Brassert                                         | - Brassert - Frentrop (W) - Lippe (NW)                                                                 | 13  | 13,304       | 11152     | 838     | Nordwesten                               | fließend in Stadtkern (O, Sickingmühler Straße/Kampstraße) und Alt-Marl (S, Hervester Straße) übergehend; der besiedelte Teil wird in N–S-Richtung durch die Brassertstraße, der Westteil nochmal durch die Schachtstraße in SW–NO-Richtung segmentiert; ebenfalls in SW–NO-Richtung trennt die A 52 einen äußeren Nordostteil ab, der mehr als die Hälfte der Fläche einnimmt und in großen Teilen bewaldet ist                                                                                     |
| Alt-Brassert                                     | - Brassert                                                                                             | 131 | 1,917        | 4095      | 2136    | äußerster Osten                          | nur die Südosthälfte ist bebaut |
| Brassert-Rheinstahlsiedlung                      | - Frentrop - Brassert (O)                                                                              | 132 | 2,163        | 3092      | 1429    | südöstlich der Mitte                     | nur der Osten des Bezirks ist bebaut – nach Westen Ausläufer des Arenbergischen Forstes (s. 134) |
| Brassert-ECA-Siedlung                            | - Brassert - Frentrop (W)                                                                              | 133 | 0,611        | 3800      | 6219    | äußerster Südosten                       | durchgängig besiedelt |
| Brassert-Schlenkesiedlung / Arenbergischer Forst | - Lippe - SW: Frentrop                                                                                 | 134 | 8,613        | 165       | 19      | Mitte, Westen und Norden                 | Nordwestrand der Stadt zu Dorsten, durch A 52 vom Siedlungsgebiet separiert; zu großen Teilen bewaldet |
| Drewer-Nord                                      | - Drewer - (NW: Brassert, Oelde)                                                                       | 14  | 2,695        | 9074      | 3367    | nördliches Zentrum                       | verbindet den Stadtkern nach N, jenseits der Gaußstraße, mit dem Chemiepark (A 52); Segmentierung durch Rappaportstraße (S–N) und Bahnstrecke Gelsenkirchen-Buer Nord–Marl Lippe (SW–NO); der gut die Hälfte der Fläche einnehmende Mittelteil wird noch einmal in W–O-Richtung durch eine ehemalige Bahntrasse geteilt |
| Drewer-Nord-Alte Bunasiedlung                    | - Drewer                                                                                               | 141 | 0,435        | 2228      | 5122    | Südwesten                                | nordwestlich der Bahnstrecke Gelsenkirchen-Buer Nord–Marl Lippe; durch alte Bahntrasse von 143 im Norden separiert |
| Drewer-Nord-Blumensiedlung                       | - Drewer (O) - Oelde (NW) - Brassert (unbewohnter SW)                                                  | 142 | 0,672        | 924       | 1375    | Westen                                   | westlich der Rappaportstraße; nur in der Nordhälfte bebaut |
| Drewer-Nord-Bereitschaftssiedlung                | - Drewer                                                                                               | 143 | 1,108        | 2982      | 2691    | Norden                                   | begrenzt durch Rappaportstraße (W), A 52 (N), Bahnstrecke Gelsenkirchen-Buer Nord–Marl Lippe (O) und alte Bahntrasse (S); im Nordosten unbebaut |
| Drewer-Nord-Nibelungensiedlung                   | - Drewer                                                                                               | 144 | 0,479        | 2940      | 6138    | Süden                                    | südöstlich der Bahnstrecke Gelsenkirchen-Buer Nord–Marl Lippe |
| Drewer-Süd                                       | - Drewer                                                                                               | 15  | 3,007        | 9447      | 3142    | südöstliches Zentrum                     | östliche (jenseits der Herzlia-Allee) Fortsetzung des Stadtzentrums bis zum Loekampbach; Segmentierung durch die Breddenkampstraße (O–W) und den Freerbruchbach (S–N) |
| Drewer-Süd-Zentrum                               | - Drewer                                                                                               | 151 | 0,633        | 3277      | 5177    | westlicher Norden                        | nördlich der Breddenkampstraße und westlich des Freerbruchbaches |
| Drewer-Süd-Westfalenstraße                       | - Drewer                                                                                               | 152 | 0,769        | 3545      | 4610    | Nordosten                                | östlich an 151 anschließend, mit der alten Bauerschaft Drewer im Süden |
| Drewer-Süd-Langehegge                            | - Drewer                                                                                               | 153 | 1,048        | 1877      | 1791    | Südosten                                 | südlich der Breddenkampstraße an 152 anschließend; im Südosten unbesiedelt |
| Drewer-Süd-Wellerfeldweg                         | - Drewer                                                                                               | 154 | 0,557        | 748       | 1343    | Südwesten                                | südlich der Breddenkampstraße an 151 anschließend |
| Hüls-Nord                                        | - Hüls - Lenkerbeck (O) - Drewer (W)                                                                   | 21  | 3,681        | 6615      | 1797    | Osten                                    | Nordostteil des Siedlungsgebietes Marls, der Drewer-Nord jenseits des Lipper Weges und, weiter nördlich, jenseits der Bahnstrecke Gelsenkirchen-Buer Nord–Marl Lippe fortsetzt; Südgrenze zu Hüls-ist die der Victoriastraße; mehr als die Hälfte der Fläche nimmt im Osten das ehemalige Zechengelände von Zeche Auguste Victoria I/II ein, der Westen wird in W–O-Richtung von einer Güterzugtrasse segmentiert; der Süden des Westteils wird zusätzlich vom Loemühlenbach in S–N-Richtung geteilt |
| Hüls-Nord-Zentrum                                | - Hüls                                                                                                 | 211 | 0,233        | 1093      | 4691    | Südwesten                                | beiderseits der in N–S-Richtung passierenden Römerstraße |
| Hüls-Nord-Enkesiedlung                           | - Drewer                                                                                               | 212 | 0,296        | 1757      | 5936    | Südwesten                                | nach Osten durch den Loemühlenbach von 211 getrennt |
| Hüls-Nord-Silvertsiedlung                        | - Hüls - Drewer (unbewohnter SO)                                                                       | 213 | 0,838        | 3088      | 3685    | Nordwesten                               | durch Bahntrasse nach Süden von 211 und 212 getrennt |
| Hüls-Nord-Auguste-Victoria I/II                  | - Lenkerbeck - Hüls (SW)                                                                               | 214 | 2,314        | 677       | 293     | Mitte und Osten                          | ehemaliges Gelände der Zeche Auguste Victoria |
| Hüls-Süd                                         | - Drewer (NW) - Hüls (N) - Lenkerbeck (NO) - Korthausen (SO) - Löntrop (S)                             | 22  | 7,456        | 12380     | 1660    | Südosten                                 | Ostteil der Besiedlung Marls und Südteil von Hüls südlich der Victoriastraße; Westgrenze zu Drewer-Süd ist der Loekampbach, jedoch ist der dorthin gewandte Südwestteil kaum besiedelt; Segmentierung in NW–SO-Richtung durch die Hülsstraße; vom Südwestteil wird nochmals durch den Norden der Loekampstraße das Zentrum von Hüls abgetrennt, der Nordostteil wird durch den Ovelheider Weg in SW–NO-Richtung segmentiert; Ostgrenze ist die A 43                                                  |
| Alt-Hüls                                         | - Hüls - Lenkerbeck (NO)                                                                               | 221 | 0,949        | 4808      | 5066    | äußerster Nordwesten                     | nordwestlich des Ovelheider Weges |
| Hüls-Süd-Komponistensiedlung                     | - Lenkerbeck (NO) - Hüls (W) - Korthausen (SO)                                                         | 222 | 2,349        | 5594      | 2381    | Osten und Nordosten                      | südöstlich des Ovelheider Weges; enthält im äußersten Norden den historischen Ortskern von Lenkerbeck und im Süden Korthausen; nur im Nordwesten durchgängig bebaut |
| Hüls-Süd-Zentrum                                 | - Hüls - Drewer (SW)                                                                                   | 223 | 0,211        | 581       | 2754    | äußerster Nordwesten                     | enthält die Paracelsus-Klinik |
| Hüls-Süd-Auf Höwings Feld                        | - Drewer (SW) - Löntrop (SO) - Hüls (NW)                                                               | 224 | 3,947        | 1397      | 354     | Südwesthälfte                            | nur am Rand durchgehend bebaut; südlicher Stadtrand zu Herten und Recklinghausen mit der alten Bauerschaft Löntrop |
| Marl-Hamm                                        | - Herne (NO) - Sickingmühle (W) - Oelde (nur äußerster SW) - Lenkerbeck (nur unbewohnter äußerster SO) | 30  | 11,870       | 9443      | 796     | Nordosten                                | äußerster Nord(-ost-)en der Besiedlung Marls, durch den Silvertbach an einem schmalen Korridor von Hüls-Nord getrennt; nach Osten bis zur Bahnstrecke Wanne-Eickel–Hamburg reichend, nach Norden bis zur Lippe und nach Westen an die Chemiezone angrenzend |
| Marl-Hamm-Alte Waldsiedlung                      | - Sickingmühle                                                                                         | 301 | 2,059        | 3926      | 1907    | Süden                                    | Nordwestlich von A 52 und Bahnstrecke Gelsenkirchen-Buer Nord–Marl Lippe; nur in der Südhälfte bebaut |
| Marl-Hamm-Neue Waldsiedlung                      | - Sickingmühle (W) - Lenkerbeck (unbewohnter O)                                                        | 302 | 2,468        | 2070      | 839     | Südosten                                 | im Gleisdreieck der Bahntrassen von Marl-Mitte (NW) und Recklinghausen (O) in Richtung Haltern/Münster, je mit annähernd paralleler Autobahn; nur im Südosten bebaut |
| Marl-Hamm-Sickingmühle                           | - Herne - Sickingmühle (W)                                                                             | 303 | 6,640        | 2190      | 330     | Nordhälfte                               | nördlicher, ländlich geprägter Ortsrand bis zu den Auen der Lippe; im Südwesten die größere Siedlung Sickingmühle, im Osten der Weiler Herne |
| Marl-Hamm-Zollvereinsiedlung                     | - Oelde                                                                                                | 304 | 0,704        | 1257      | 1786    |                                          | |
| Chemiezone                                       | - Oelde - Lippe (W)                                                                                    | 40  | 9,025        | 0         | 0       | Norden                                   | besteht zu mehr als zwei Dritteln aus dem Chemiepark Marl; im Nordwesten, an den Auen der Lippe, Naturschutzgebiete |
| Polsum                                           | - Polsum                                                                                               | 50  | 7,804        | 4597      | 589     | äußerster Südwesten                      | altes Dorf am Ortsausgang Richtung Gelsenkirchen(-Buer); deutlich von der eigentlichen Bebauung Marls abgetrennt |
| Polsum-Süd                                       | - Polsum                                                                                               | 501 | 1,460        | 1350      | 925     | Süden                                    | Segment südlich von Scholvener Straße und Dorfstraße |
| Polsum-Nord                                      | - Polsum                                                                                               | 502 | 6,344        | 3247      | 512     | gesamtes Stadtteilgebiet außer dem Süden | im Osten der Weiler Kotten |
| Sinsen-Lenkerbeck                                | - Lenkerbeck (W) - Sinsen (O) - Speckhorn (nur äußerster S)                                            | 60  | 14,389       | 7782      | 541     | äußerster Osten                          | durch die A 43 separierter Ostteil, in der Nordhälfte durchgehend bewaldet; nur korridorartig durch Viktoriastraße/Bahnhofstraße in W–=-Richtung mit Alt-Lenkerbeck, Hüls und Marl verbunden |
| Sinsen-Bahnhof Sinsen                            | - Lenkerbeck (NW) - Sinsen (SO)                                                                        | 601 | 0,970        | 1092      | 1126    | Südwesten                                | südwestlich, von der Bahntrasse getrennt, an 603 anschließend; nach Südwesten durch den Silvertbach begrenzt; nur im Nordwesten bebaut |
| Sinsen-Gewerbegebiet Lenkerbeck                  | - Lenkerbeck                                                                                           | 602 | 0,506        | 180       | 356     | äußerster Westen                         | Gewerbegebiet zwischen A 43 im Westen und der Bahnstrecke Wanne-Eickel–Hamburg im Osten |
| Sinsen-Zentrum                                   | - Sinsen                                                                                               | 603 | 0,478        | 1041      | 2178    | südlich der Mitte                        | dreieckiges Segment zwischen der Bahnstrecke Wanne-Eickel–Hamburg im Westen. der Halterner Straße im Osten und der Haard im Norden |
| Sinsen-Schulstraße                               | - Sinsen - Speckhorn (nur äußerster S)                                                                 | 604 | 2,829        | 4117      | 1455    | Südosten                                 | Ortsrand nach Oer-Erkenschwick östlich der Straße Recklinghausen–Haltern, nur knapp zur Hälfte bebaut und nach Osten und Südosten in Agrarflächen übergehend |
| Sinsen-Haard                                     | - Lenkerbeck - Sinsen (SO)                                                                             | 605 | 7,685        | 150       | 20      | Nordhälfte                               | Marler bzw. Sinsener Anteil an der Haard |
| Sinsen-Nonnenbusch                               | - Lenkerbeck - Speckhorn (unbewohnter SO)                                                              | 606 | 1,922        | 1202      | 625     | äußerster Südwesten                      | nur im Norden gleichnamige Siedlung; der Südosten ist im Naturschutzgebiet Die Burg dicht bewaldet; zwischen Autobahn (W) und Silvertbach (O) |

Innerhalb des zusammenhängenden Hauptsiedlungsgebietes der Stadt (ohne Polsum), an das Sinsen und Sickingmühle korridorartig angeschlossen sind, liegt die Siedlungsdichte auffällig konstant um 5.000 Einwohner/km² und steigt nur an zentralen Orten auf etwa 10.000.

## Historische Ortsteile

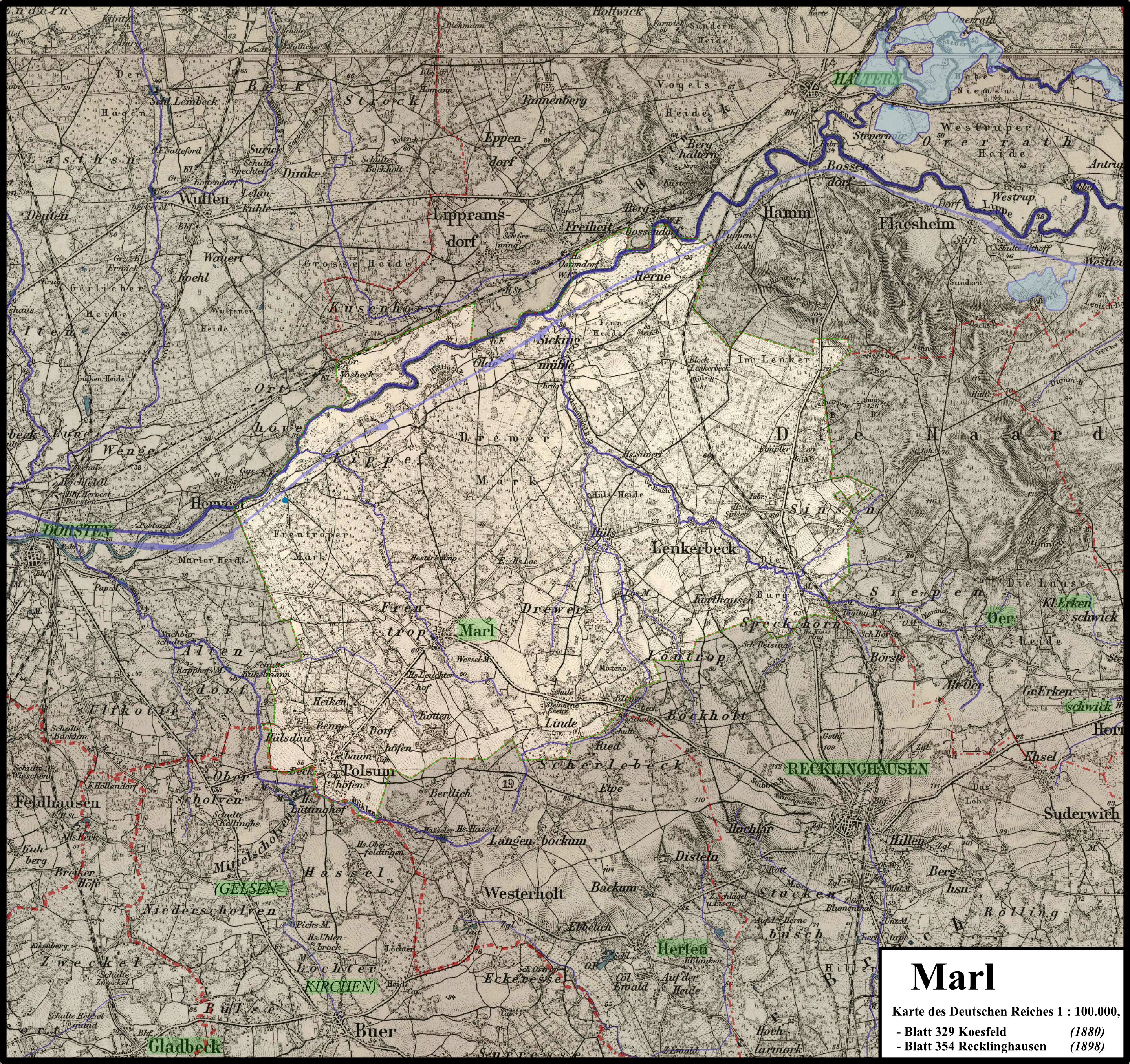
Marl Ende des 19. Jahrhunderts

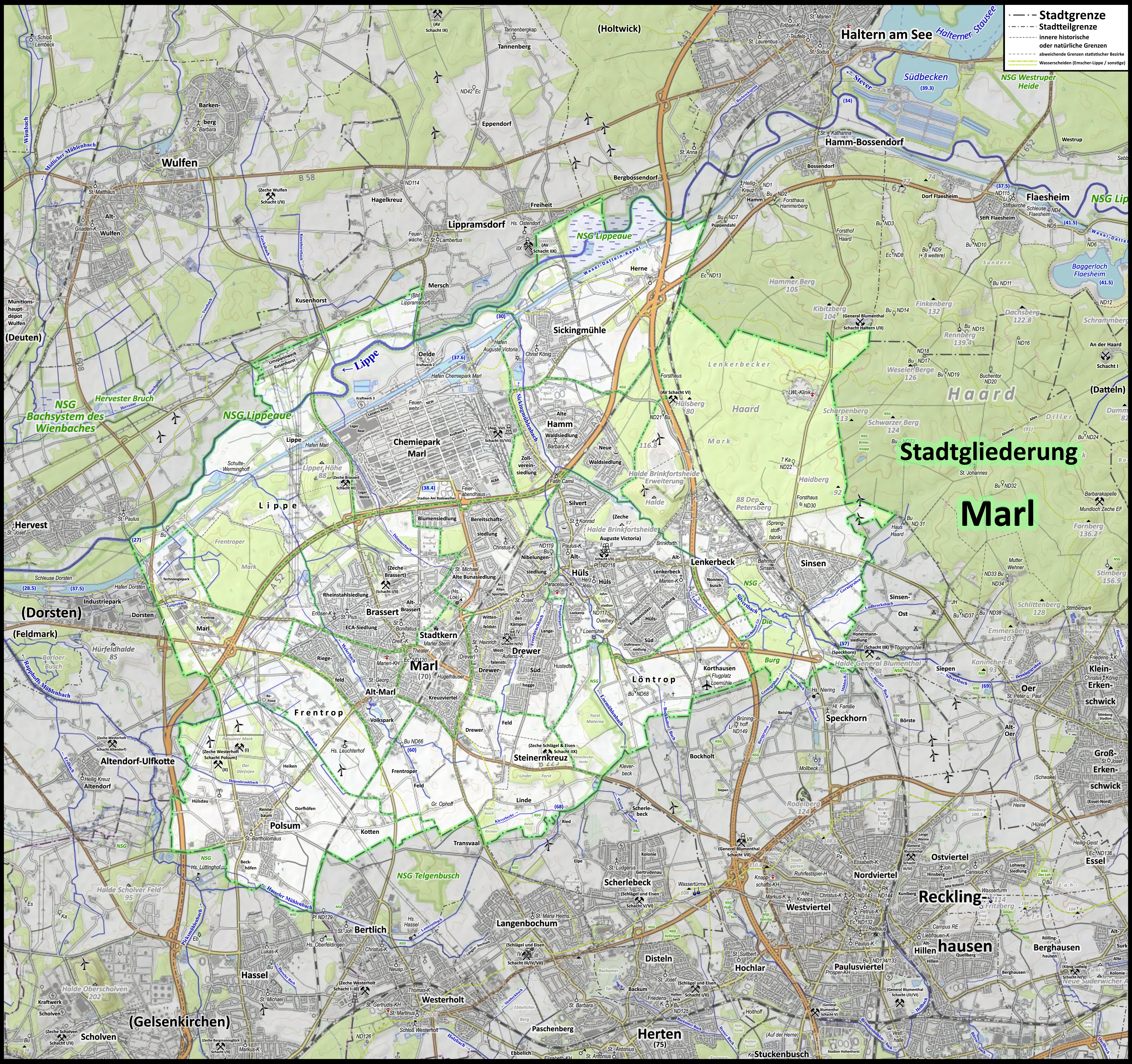
Gliederung in historische und gewachsene Stadtteile

Die heutige Gliederung Marls ist eine rein statistische nach Straßensegmenten, die in der Namensgebung insbesondere erheblich von den historischen Bauerschaften und Ortsteilen abweicht. Im Nachfolgenden werden die namentlich bekannten, historischen Ortsteile den heutigen statistischen Bezirken zugeordnet, die im Regelfalle Teile von mehreren namentlichen Stadtteilen beinhalten. Quellen sind:
- Topographische Karte der Kreise des Regierungs-Bezirks Muenster, Blatt 08 - Kreis Recklinghausen (1845)
- Preußische Uraufnahme, Blätter Marl und Recklinghausen (1842)[7]
- Preußische Neuaufnahme / Messtischblätter
  - Blatt Marl 1892[7] / 1894 / 1907 / 1913 / 1921[8] / 1925[9] / 1931 / „1936–1845“(≈1942)[7] / 1942 / 1949 / 1953 / 1959 / 1966 / 1972 / 1976 / 1980 / 1989 / 2000
  - Blatt Recklinghausen 1892[7] / 1894 / 1907 / 1921 / 1926 / 1931 / „1936–1845“[7] / 1942 / 1949 / 1959 / 1972 / 1980 / 1989 / 2000
- Karte des Deutschen Reiches 1 : 100.000, Ende 19. Jahrhundert (nebenstehend)
- Topographische Übersichtskarte des Deutschen Reichs 1 : 200.000, Blatt Wesel 1939[10][11]
- Karte der Stadtteile Marls zwischen 1841 und 1975[12]
- Karte der statistischen Bezirke Marls, Stand April 2010[6]

### Übersicht
Die Haupt-Wohnstadtteile Marls sind, von West nach Ost, innerhalb eines Unterpunktes von Süd nach Nord:
- Marl und Brassert
- Drewer (Süd und Nord)
- Hüls und Marl-Hamm
- Lenkerbeck
- Sinsen

Die West-Ost-Hauptschlagader Marls, die Bergstraße, zieht sich von der Nordspitze des eigentlichen Marl über Drewer-Nord, Hüls (ab hier Victoriastraße) und Lenkerbeck (ab der A 43 Bahnhofstraße) nach Sinsen (ab der Halterner Straße Schulstraße).
Nach Norden werden die Kernortschaften von den Bauerschaften Lippe, Oelde, Sickingmühle und Herne gerahmt, nach Südwesten bis Osten von Frentrop, den Wohnplätzen Steinernkreuz und Linde, Löntrop, Korthausen und dem Nordwesten der hauptsächlich in Recklinghausen, zu kleinen Anteilen (Süden der Honermann-Siedlung) auch in Oer-Erkenschwick gelegenen Bauerschaft Speckhorn. Im Südwesten steht das Dorf Polsum und östlich davon der Weiler Kotten.

### Problematik der Gliederung durch die Stadt Marl
Lange Zeit gliederte Marl auch per Beschilderung nach den landläufig bekannten alten Stadtteilen, wobei sich Siedlungen nicht immer zwingend an alten Grenzen orientierten. Die etwa 2010 herausgegebene statistische Gliederung sorgte dann bei der Bevölkerung schnell für Irritationen und Proteste. Daraufhin verfasste die Stadt im Jahr 2013 ein Schreiben, in dem es seine Grenzziehungen begründet. Die aktuelle Gliederung orientiere sich vor allem an der Siedlungsentwicklung.
Damit war gut erklärbar, warum die erst mit dem Ausbau des Zentrums oder gar später ausgebauten Teil-Ortsteile Kreuzstraße und Planetenviertel zum Stadtkern gezählt werden, obwohl sie mehrheitlich auf Drewerer Grund liegen. Während es bereits weniger erklärt, warum das Viertel zwischen Barkhausstraße und Bahntrasse nicht komplett zum Stadtkern ging, sondern der Südteil zu Alt-Marl gehören solle.
An anderer Stelle zeugt das Schreiben davon, dass offenbar kein (Siedlungs-)Historiker an der Gliederung beteiligt war. Hier heißt es:

„Hier findet man auch etwas von dem Paradoxen, daß sich manchmal bezüglich der Lage von Stadtteilen und der dort befindlichen Gebäuden entwickelt: Marls zweitältestes Krankenhaus (Paracelsusklinik) befindet sich im Stadtteil Hüls, allerdings gibt es noch zahlreiche Marler, die sich „erinnern“ können, dass das Klinikgelände eigentlich nach Drewer gehöre. Das liegt wahrscheinlich daran, das die alten Behelfs-Krankenbaracken, die kurz nach dem Krieg entstanden sind und bis zum
Klinikbau existierten, tatsächlich zu Drewer (anliegend an die Langehegge) gehörten.“

Diese Aussage ist an sich erst einmal falsch. Zwar kam die Westgrenze der Landgemeinde Recklinghausen nördlich der Loemühle auch links des Loemühlenbachs, sie sparte jedoch genau das Gebiet der Klinik aus, siehe Kreiskarte von 1845: Sie folgte im Süden dem Loemühlenbach, wechselte dann nördlich der heutigen Straße Krimpenbruch zum Loekampbach und an dem südlichsten Abschnitt des Lipper Wegs schließlich zum Freerbruchbach, um mit dessen Mündung wieder dem Loemühlenbach zu folgen. Insofern lag das spätere Klinikgelände – wie auch die Trainingsplätze des TSV Hüls – knapp außerhalb. Man kann, da die Klinik sich direkt an das Hülser Zentrum anschließt und eine zentrale Funktion hat, die Grenze hier sicher uminterpretieren, jedoch sind Bergstraße und Nibelungensiedlung (Nordostteil „Enkesiedlung“, zu „Hüls-Nord“ gezählt) links der Bäche erst flächendeckend besiedelt worden, als Hüls bereits fast die heutige Gestalt hatte. Dabei mag es zur Verwirrung der Beobachter, auch vieler Anwohner der Stadt, beigetragen haben, dass die Chemischen Werke Hüls nur nach der nächsten Haufensiedling benannt waren und nicht in Hüls lagen, und zwar sogar auch nur bei Drewer, dessen altes Gebiet fast keine Anteile hat.
In der Teilung Drewers verwendet die aktuelle Marler Gliederung eine völlig andere Trennlinie als die seit spätestens 1921 auftauchende Teilung. Damals war Drewer-Nord genau der Teil gewesen, für den Kolonien geplant waren, während Drewer-Süd (zunächst) bauerschaftlich bleiben sollte. In dem Zusammenhang verstand es sich von selbst, dass die Bergstraße als Verbindung zwischen dem bereits bestehenden Nebenzentrum Hüls und dem alten Marl beidseitig erschlossen werden sollte, also zu Nord gehörte – zumal sie beidseitig Einkaufsstraßencharakter hat. De facto sind die Viertel zwischen Bahnlinie und Breddenkampstraße der zentrale Teil von Drewer.
In Hüls, wo es nie eine nominelle Nord-Süd-Teilung gegeben hatte, trifft zwar die Aussage des Schreibens:

„Im Süden wohnen die etwas „Besser Verdienenden““

mehr oder weniger zu, jedoch wird dort unter „Norden“ die Silvertsiedlung jenseits der Gleise verstanden, während das Viertel unmittelbar südlich der Gleise mit der evangelischen Pauluskirche eher großzügig ausgestattet war.
Diverse weitere Fehler und Ungereimtheiten tauchen auf:
- Der Nonnenbusch wird namentlich Sinsen zugeordnet, liegt aber komplett in Lenkerbeck.
- Die alten Bauerschaften Korthausen und Löntrop tauchen namentlich gar nicht mehr auf, obwohl sie klar abgrenzbar noch existieren. Löntrop ist, Korthausen einschließend, neben Hüls und Lenkerbeck im Gesetz über die Neuregelung der kommunalen Grenzen im rheinisch-westfälischen Industriebezirke von 1926 auch namentlich erwähnt und blieb genau der bauerschaftlich genutzte Teil des von der Landgemeinde übernommenen Gebiets.
- Auch Lippe und Herne, ebenfalls weiterhin existierende Bauerschaften, sind scheinbar nicht mehr da.
- Steinernkreuz, von Marl erst in jüngerer Zeit namentlich zum Stadtteil gemacht, tritt nicht namentlich in Erscheinung, ebenso Linde.
- Unter Alt-Marl werden auch Bauerschaften subsumiert. Und zwar nicht nur Frentrop, sondern auch die bauerschaftlich gebliebenen Teile von Drewer nebst Steinernkreuz und Linde („Alt-Marl-Süd“). Damit wird suggeriert, diese Teile hätten einen besonderen historischen Bezug zu Alt-Marl. Und es werden genau die siedlungsgeschichtlichen und -geographischen Unterschiedlichkeiten, die die Gliederung laut eigener Aussage voneinander trennen will, verwischt.

Ein größeres Problem als der Zuschnitt der statistischen Bezirke ist für den Bürger die Namensgebung. Lippe wird plötzlich, und zwar ohne Vorkommen des Namens, Teil von Brassert und der Süden Drewers gar von Alt-Marl, mit dem er wenig zu tun hat (ebenso Frentrop). Ein Stadtteil Sinsen-Lenkerbeck wäre gut vermittelbar, wäre er geteilt in Sinsen (3,85 km², davon 0,47 km² Speckhorn), Lenkerbeck (1,50 km², davon 0,28 km² jenseits der A 43 und 0,45 km² südlich der Bahnhofstraße) sowie die unbewohnten Teile Haard (bis A 43 8,19 km²), Halde Brinkfortsheide Erweiterung (LSG mit 1,63 km²; etwa 1,49 km² Halde bis Silvertbach) und Die Burg (NSG mit 134 ha in Marl, zusammen mit Rändern etwa 1,40 km²) und böte insbesondere auch sinnvolle statistische Daten zu den bewohnten Teilen. Und stiege der Höwingsfeld-Bezirk, reduziert um Lohfeld (Hüls) sowie die neue Ostfriesensiedlung (Hüls) und erweitert um Korthausen, zu einem Stadtteil namens Löntrop mit Bezirken Korthausen, Löntrop und Drewer-Materna auf, so hätte man einen flächenmäßig hinreichend großen bauerschaftlichen Stadtteil, der nicht seine Geschichte auflöste. In analoger Weise wäre „Alt-Marl-Süd“ als Stadtteil unter dem Namen Steinernkreuz mit Bezirken Linde, Steinernkreuz, Drewer Feld und Frentroper Feld ein Südstadtteil, Frentrop ein Weststadtteil und Lippe (Bezirke Frentroper Mark, 1,75 km² nie bewohnte Hauptbewaldung jenseits der A 52, und Lippe-Bauerschaft) sowie Sickingmühle (Bezirke Sickingmühle und Herne) wären die Nordstadtteile beiderseits des Chemiewerks. Mit solchen Gliederungen und Namensgebungen wären insbesondere Identitäten und Traditionsbewusstsein in den Bauerschaften gewahrt.

### Historische Besiedlung
Marl liegt auf dem Gebiet von fünf ehemaligen Gemeinden, nämlich Marl nebst Brassert und Drewer im Westen, Polsum im Südwesten und Hamm auf dem Gebiet der ehemaligen Gemeinde Hamm im Norden (alle ehemals Amt Marl), Teilen der Landgemeinde Recklinghausen nebst Hüls und Lenkerbeck im Osten und Sinsen als Teil des Kirchspiels Oer im äußersten Osten. Die Haupt-Wohnstadtteile wuchsen erst mit der Industrialisierung zusammen.
Bis 1907 war aus dem spätestens 1898 verzeichneten Haltepunkt Sinsen ein Bahnhof geworden, von dem aus ein Gleis zur 1899 gegründeten Zeche Auguste Victoria in Hüls abzweigte; größere Siedlungen des heutigen Stadtgebiets waren nur Alt-Marl (Friedhof an der Hochstraße bereits 1892 eingezeichnet) und Polsum; Lenkerbeck war ein Streudorf, das größtenteils an der Victoriastraße und im Norden der Hülsbergstraße lag. Zwischen 1907 und 1913 waren die Bahngleise bis weiter zur 1910 in Betrieb genommenen Zeche Brassert ausgebaut.
Im Jahr 1921 waren Brassert und Hüls nebst der bereits bestehenden Silvertsiedlung nördlich der Gleise bereits die Hauptsiedlungen, in denen mehr Menschen als in den Dörfern wohnten. Spätestens 1921 sind auch Drewer-Nord und Drewer-Süd getrennt beschriftet, jedoch beide noch sehr bauerschaftlich besiedelt; der Lipper Weg war inzwischen besiedelt, nördlich der Bahngleise zumindest an der Westseite. Die Grenze zwischen beiden ist nicht, wie es die heutigen Stadtbezirknamen suggerieren, die Bergstraße, sondern Paul-Schneider-Straße und Breddenkampstraße. Lenkerbeck hatte inzwischen einen Friedhof (heute St. Marien), ebenso Brassert (heute Alter Friedhof).
Bis zum Jahr 1925 wurde dann die Bergstraße von Hüls bis Mitte/Brassert fertiggestellt. Sie war bis dato nur als schlecht ausgebauter Weg vom Haus Loe (im Bereich des Albert-Schweitzer-Gymnasiums, siehe #Drewer) bis zum Lipper Weg vorhanden gewesen, der, über das Gelände der späteren Paracelsus-Klinik, in die Langehegge überging, während die Viktoriastraße, wie namentlich heute noch, an der Römerstraße endete, die im Bereich der Paracelsusklinik auf Lipper Weg und Langehegge traf. Die Enkesiedlung im westlichen Anschluss Drewers an Hüls wurde an der Heyerhoffstraße und der Kinderheimstraße eröffnet, bis zu diesem Jahr wurden auch die Bahngleise zum späteren Chemiewerk von der Bahntrasse Hüls–Brassert abgezweigt, von denen auf der Karte von 1921 nur etwa 100 m eingezeichnet waren. Davon abgesehen war Drewer weiterhin rein bauerschaftlich besiedelt. 1926 wurden alle rechts des Loemühlenbachs gelegenen Teile mit Sinsen, Lenkerbeck und Hüls eingemeindet.
Im Jahr 1936 erlangte Marl die Stadtrechte, 1938 wurden die Chemischen Werke Hüls (1938) gegründet. Zum Zeiten des Kriegs (1942) war Drewer-Nord bereits Siedlungsgebiet und füllte allmählich die Lücke zwischen Hüls und Brassert. Insbesondere waren, nördlich der Gleise nach Brassert, der Westteil der Bereitschaftssiedlung und der Westteil der Blumensiedlung entstanden; die Nibelungensiedlung und, südlich der Bergstraße, die Siedlungen an In den Kämpen und Heisterkampstraße, die durch die Erzbahntrasse getrennt waren (zusammen stat. Bezirk „Drewer-Süd-Zentrum“) waren fast abgeschlossen. Im Südteil gab es nur, im äußersten Nordosten (bei Hof Hustedde, siehe #Drewer), die kleine Siedlung zwischen Breddenkampstraße und Im Brauk (Letztere beidseitig besiedelt). Hüls war nach Südosten bis zum Ovelheider Weg, der historischen Grenze zu Löntrop, besiedelt; allerdings war laut Einzeichnungen in den Messtischblättern das Gebiet südöstlich des Wegs zwischen 1907 und 1913 von Löntrop an Hüls gegangen. Lenkerbeck war zu Kriegsbeginn fast nur um den diesseitigen Teil der Droste-Hülshoff-Straße angewachsen. Nördlich der Silvertsiedlung war auf dem Gebiet des heutigen Stadtteils Marl-Hamm die Zollvereinsiedlung entstanden.
Seit dem Zweiten Weltkrieg schlossen sich weitere Lücken; in Marl-Hamm stand 1949 bereits der Ostteil der Alten Waldsiedlung, 1953 dann auch Teile der Neuen, während die Zollvereinsiedlung allmählich westlich der Carl-Duisberg-Straße erweitert wurde. Die deutliche Trennung von Alter und Neuer Waldsiedlung erfolgt aber erst durch den Bau der Bahntrasse zwischen 1959 und 1966, was zwischen 1972 und 1976 dann durch die Trasse der A 52 verstärkt wurde. 1975 kamen Polsum (ohne Bertlich) und das sich bis dato schon als Stadtteil entwickelt habende Hamm nach Marl.
Insbesondere aber plante Marl die Erstellung einer „modernen“ Innenstadt mit dem 1967 fertig gestellten Rathaus Marl, Hochhäusern wie dem 1972 erbauten und 2006 abgerissenen Goliath Marl und dem 1974 eröffneten Marler Stern. Deutlich prägten auch neugeschaffene Verkehrswege das Stadtbild wie die Rappaportstraße (zwischen 1976 und 1980 vierspurig ausgebaut und um die Herzlia-Allee verlängert) als Nord-Süd-Schlagader und der Ausbau der Bahnstrecke Gelsenkirchen-Buer Nord–Marl Lippe (1966 bereits eingezeichnet) nebst Inbetriebnahme des Haltepunktes Marl zur Eröffnung des Marler Stern. Die Viertel an der Kreuzstraße (1972 verzeichnet, 1976 mit Hügelhäusern, 1980 dann bei ausgebauter Willy-Brandt-Allee mit Schule) und das Planetenviertel (1980 nur östlich der Neptunstraße besiedelt und erst in den 1990ern komplett besiedelt) zwischen den Bahngleisen und der Herzlia-Allee entstanden, zu größeren Teilen auf altem Drewerer Gebiet, vergleichsweise spät, nachdem Drewer-Süd erst in den 1960ern zu einem Wohngebiet geworden war.
Noch deutlicher wirkte sich der Ausbau der A 43 Ende der 1970er auf den Stadtteil Lenkerbeck aus, da die Bahn in Nord-Süd-Richtung direkt über den alten Dorfkern lief. Seither zerfällt der Ortsteil deutlich in einen mit Hüls verwachsenen Westteil und einen an Sinsen angeschlossenen Ostteil (plus einen Nordwestteil rechts des Silvertbachs). Die Siedlung am Nonnenbusch war zwischen 1959 und 1966 bereits in bewusstem Abstand von der geplanten Autobahn erschlossen; die 1748 an der Kreuzung zwischen Bahnhofstraße und Hülsbergstraße errichtete Marienkapelle musste bereits 1962 den kommunalen Plänen zum Ausbau der Bahnhofstraße weichen und war letztmals 1966 auf dem Messtischblatt Marl eingezeichnet.

### Alt-Marl

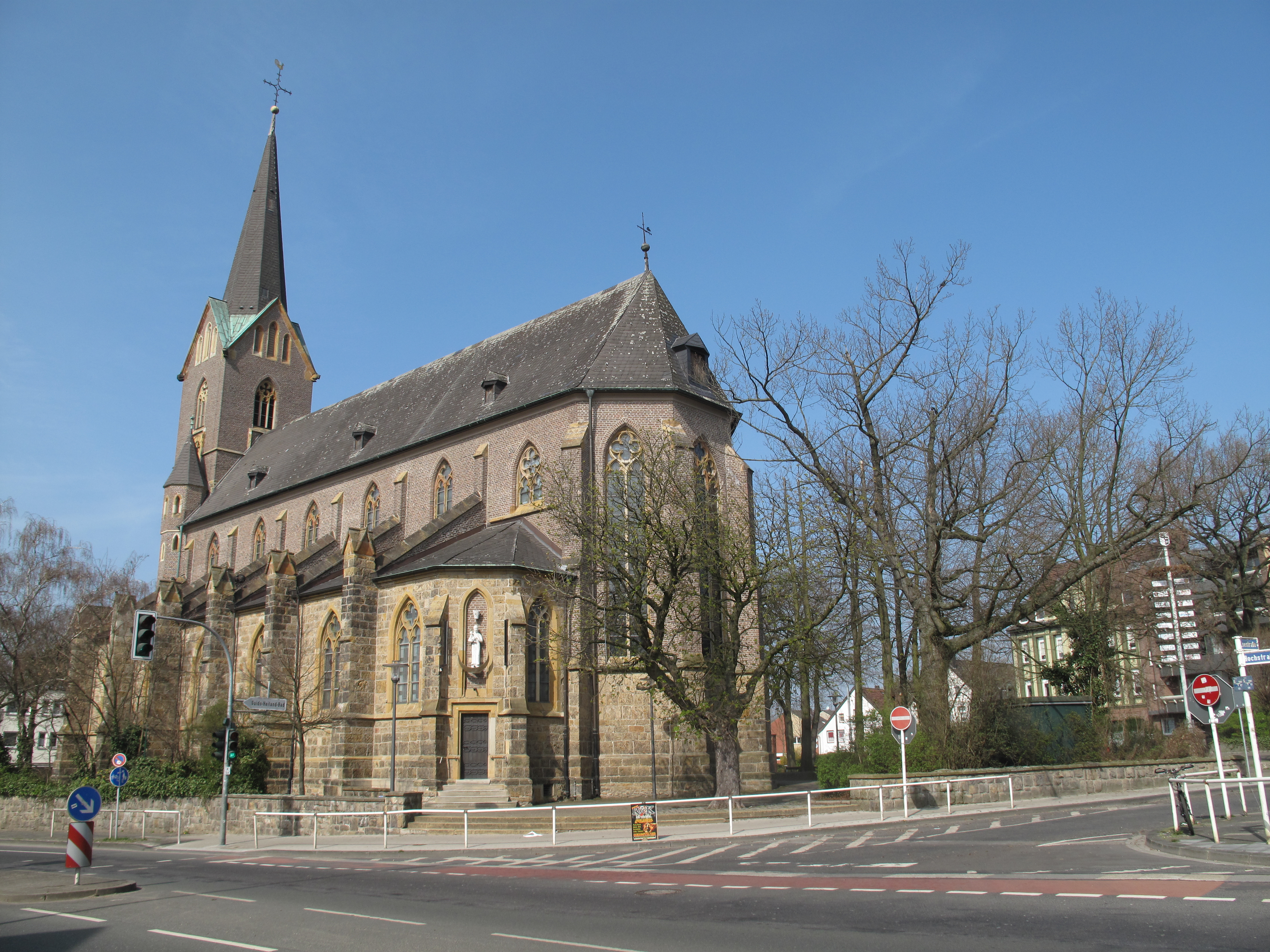
St. Georg

Mit Alt-Marl wird heute zumeist der Siedlungsteil Marls südlich der noch zweispurigen Hervester Straße und westlich der Barkhausstraße/Brassertstraße verstanden, südlich der Hochstraße nach Osten bis zur Bahnlinie nach Buer reichend. Dieser Teil war bereits vor dem Krieg bebaut (im Osten durchgängig, im Westen lückenhaft), während der Teil zwischen Barkhausstraße und Eisenbahn erst mit der Errichtung von Rathaus und Marler Stern, parallel zur Erschließung der Kreuzstraße, erschlossen wurde.
Vom Kern Alt-Marls mit der 1859 eingeweihten, in Teilen noch deutlich älteren Kirche St. Georg (⊙) wird durch den Weierbach/Sauerbruchkanal das Riegefeld im Westen und durch die B 225 das Volksparkviertel im Süden abgetrennt.
An statistischen Bezirken enthält das alte Marl (2,09 km²):
- 121 Alt-Marl-Mitte, 0,61 km²
  - (historisch ohne Goetheschule und Sportplatz; früher Frentrop)
- 123 Alt-Marl-Volkspark, 0,61 km²
- 124 Alt-Marl-Riegefeld, 0,87 km²
  - (historisch ohne den Teil nordwestlich der Holbeinstraße; früher Frentrop)

### (Neuer) Stadtkern

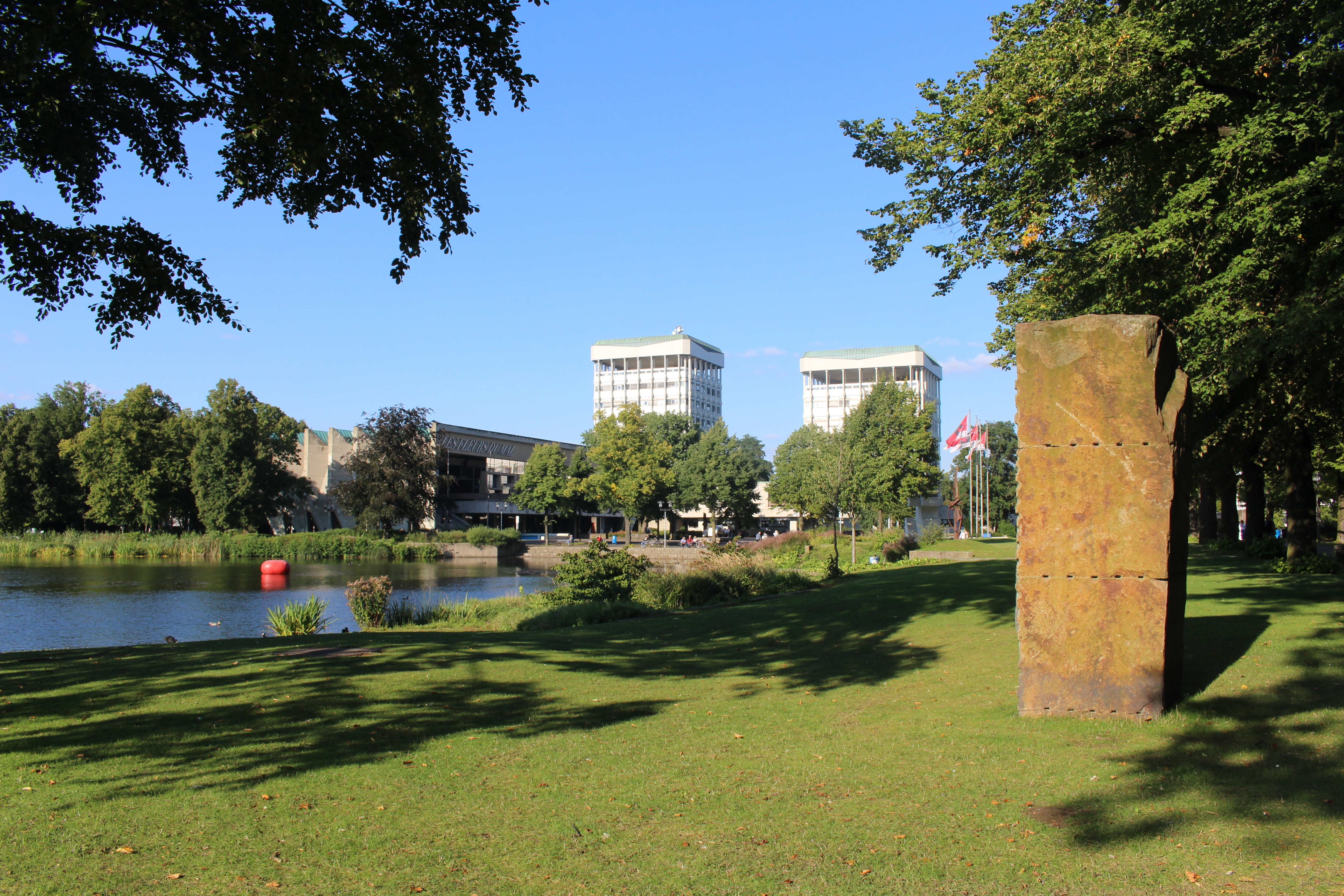
Citysee und Rathaus

Zusammen mit Rathaus (⊙) und Marler Stern nördlich der Hervester Straße wurden auch die Viertel zwischen Barkhausstraße und Bahnlinie ausgebaut sowie, östlich der Bahnlinie, das Viertel an der Kreuzstraße, das größtenteils auf früherem Drewerer Gebiet steht. Noch später wurde das Planetenviertel nördlich der neugeschaffenen Willy-Brandt-Allee ausgebaut, das praktisch komplett auf früherem Gebiet von Drewer(-Süd) steht.
Der statistische Bezirk „Stadtkern-Mitte“ liegt nur etwa zur Südost-Hälfte auf altem Marler Gebiet und ist tatsächlich neu entstanden. Es handelt sich um das Segment, das nach Nordwesten durch den Eduard-Weitzsch-Weg (Südwestverlauf früher durch den heutigen Citysee) und nach Nordosten durch die Hagenstraße (früherer Südostverlauf bis zur Bergstraße) begrenzt wird und das in der Hauptsache den See, das Rathaus, das Amtsgericht, den Försterbusch sowie den Marler Stern und sich bis zum Herzlia-Center anschließende Geschäftshäuser enthält. In unmittelbarem Anschluss an das Zentrum liegen auf Brasserter Gebiet der Alte Friedhof, das Grimmeinstitut (Gebäude seit 1959 eingezeichnet), das Kulturzentrum Marschall 66 (ab 1972 als Schule eingezeichnet), das Hallenbad (ab 1966 eingezeichnet) und das Hans-Böckler-Berufskolleg (ein Flügel bereits 1959, komplett dann 1966 eingezeichnet) sowie auf (Nord-)Drewerer Seite das Albert-Schweitzer-Gymnasium (bereits 1959 eingezeichnet) nebst Sportanlagen. Diese können mehr oder weniger als Teil des neuen Stadtkerns angesehen werden, nicht jedoch der Friedhof und die Wohnhäuser an Sickingmühler Straße, Kampstraße nebst Fritz-Haber-Straße und Gaußstraße, die bereits länger bestehen und Teil angrenzender Wohnsiedlungen sind.
An statistischen Bezirken enthält die Marler Neustadt (1,74 km²):
- 111 Stadtkern-Mitte bis Eduard-Weitzsch-Weg und Hagenstraße, insgesamt 0,45 km² (mit Schulen, Hallenbad und Grimme 0,68 km²)
  - zusätzlich 0,08 km² Grimme-Institut, Marschall 66, Hallenbad und Berufsschule mittelbar
  - zusätzlich 0,15 km² Schweitzergymnasium und Rappaportstraße mittelbar
- 112 Stadtkern-West, 0,23 km²
- 113 Stadtkern-Ost, 0,22 km²
  - (historisch stehen nur die Häuser Merkurstr. 3 und Willy-Brandt-Allee 2 auf Marler Grund)
- 114 Stadtkern-Kreuzstraße, 0,53 km²
  - (historisch gehörte nur der Westen zu Marl)
    - (Hügelhäuser (Mehrfamilienhäuser Kreuzstraße 289–343 und Kösliner Straße 16/16a) sowie Häuser südwestlich davon an Kösliner und Kolberger Straße)
    - (Stettiner Straße mit Straßenverkehrsamt)
    - (nicht Willy-Brandt-Gesamtschule und Hauptteil der Kreuzstraße)
- 122 Alt-Marl-Ost, 0,21 km²

### Brassert

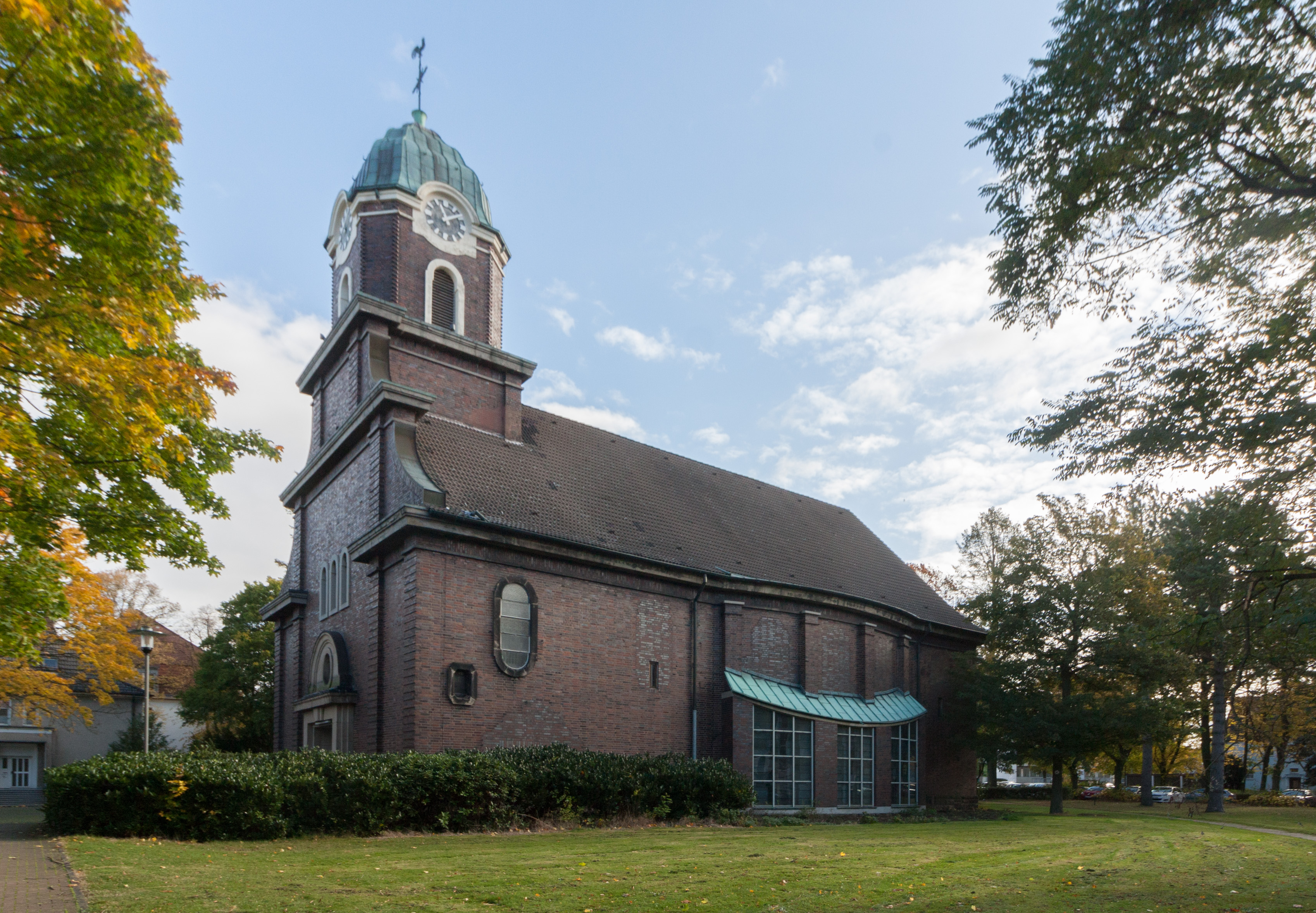
St. Bonifatius

Brassert, eine Wohnkolonie südlich und südwestlich der Zeche Brassert (⊙), bildet den Nordwestteil der Besiedlung Marls von der Hervester Straße im Süden an, nach Osten durch Eduard-Weitzsch-Weg, Hagenstraße und Kampstraße begrenzt, im östlichen Norden durch den Dümmerweg, jenseits dessen allerdings dessen Nordseite (Nr. 201–211) nebst sich anschließendem Hauptfriedhof (erst nach dem Krieg verzeichnet) jedoch noch hinzu zählen. Die 1919 eingeweihte Bonifatiuskirche (⊙) liegt im Südosten, unweit der Stadtmitte.
An statistischen Bezirken enthält Brassert (4,18 km²):
- aus 111 Stadtkern-Mitte insgesamt 0,20 km²
  - Gebiet westlich von Eduard-Weitzsch-Weg und Hagenstraße; 0,20 km², davon 0,08 km² Grimme-Institut, Marschall 66, Hallenbad und Berufsschule sowie knapp 0,06 km² Alter Friedhof
- 131 Alt-Brassert, 1,92 km²
  - (historisch ohne äußersten Nordosten, der in Drewer(-Nord) lag)
- 132 Brassert-Rheinstahlsiedlung, hieraus 1,30 km²
  - ohne das unbesiedelte Dreieck westlich des Weierbachs, das zu Frentrop gehört (0,86 km²)
  - (historisch ohne den Teil westlich der Plaggenbrauckstraße, der in Frentrop lag)
- 133 Brassert-ECA-Siedlung, 0,61 km²
  - (historisch ca. ohne den Teil westlich der Matthias-Claudius-Straße, der in Frentrop lag)
- aus 142 Drewer-Nord-Blumensiedlung insgesamt 0,15 km²
  - Dümmerweg 201–211 und Hauptfriedhof, 0,15 km²
  - (historisch noch kleine Teile der Blumensiedlung)

### Drewer

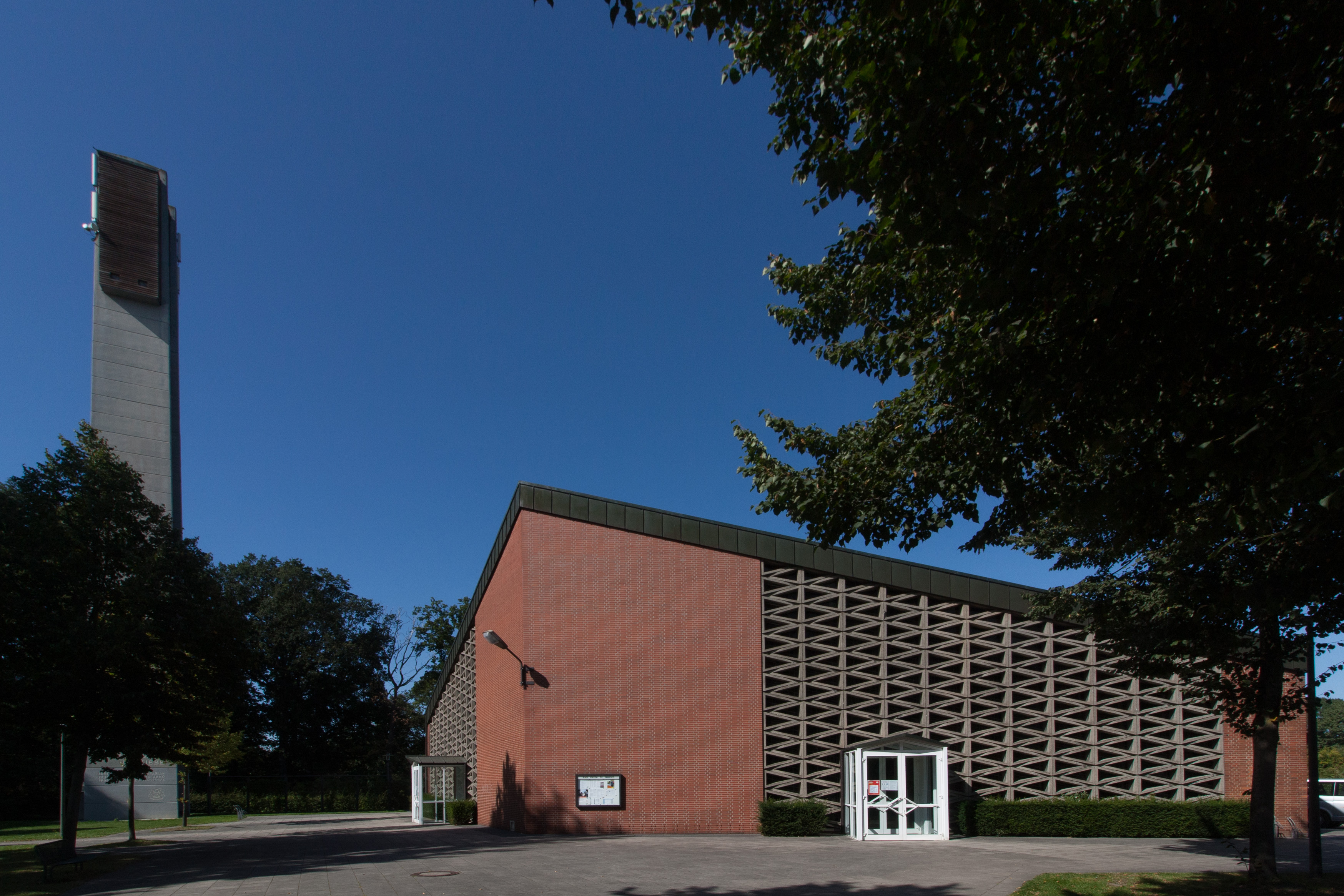
St. Heinrich

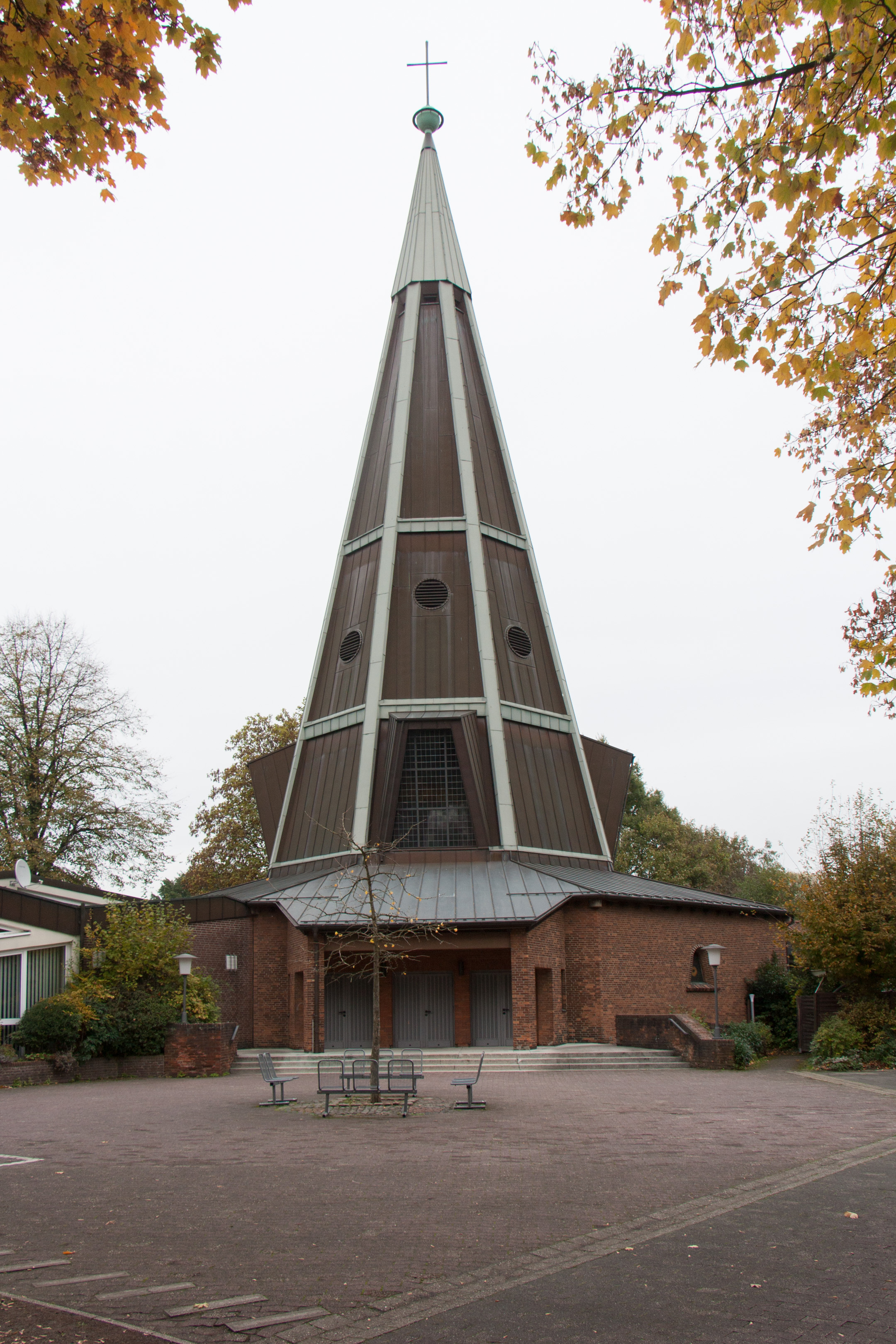
Auferstehungskirche

Drewer liegt in der Hauptbesiedlung Marls westlich zentral in etwa zwischen der Herzlia-Allee im südlichen Westen, fortgesetzt durch die Bahngleise aus Buer im nördlichen Westen und dem Loemühlenbach, der alten Grenze zwischen Recklinghausen-Land und Amt Marl, im Osten. Der äußerste Nordwesten Drewers mit Alter Bunasiedlung, Bereitschaftssiedlung und Blumensiedlung liegt jenseits der Bahnlinie. Der Nordosten des Stadtteils mit der 1955 eröffneten Paracelsusklinik (⊙) und dem erst 1971 eingeweihten Gymnasium am Loekamp schließt sich im Osten Drewers unmittelbar westlich an Alt-Hüls an.
In West-Ost-Richtung wird der Teil östlich der Eisenbahntrasse im Norden durch die Bergstraße und im Süden durch Paul-Schneider-Straße und Breddenkampstraße segmentiert; in Nord-Süd-Richtung segmentiert die ehemalige Erzbahntrasse den Teil nördlich der Breddenkampstraße, der Freerbuchbach und der Loekampbach segmentieren die Teile südlich der Bergstraße. Im Nordostteil Drewers trennt die ehemalige Bahntrasse nach Brassert die Bereitschaftssiedlung im äußersten Norden ab, von der allerdings die Troisdorfer Straße im Südosten jenseits der ehemaligen Trasse liegt.
Im alten Drewer lag, in Randlage zur damaligen Bewaldung der Drewer Mark, der Herrensitz Haus Loe (⊙), unmittelbar auf dem Gebiet des heutigen Albert-Schweitzer-Gymnasiums. Er wurde 1864 durch seinen letzten Besitzer, den Herzog von Arenberg, abgerissen. Der namensgebende Hof Drever lag im Südwesten, am heutigen Übergang der Pommern- in die Neptunstraße (⊙). Er musste zwischen 1976 und 1980 dem Neubau der Herzlia-Alle weichen, an deren Vorgängerstraße er lag. Ein weiterer wichtiger Hof, zwischen Hof Drever und der Loemühle (⊙) am Ostrand gelegen, war Hustedde (ab 1959 „Hustedte“) an der Südseite der Breddenkampstraße, von der Preußischen Erstaufnahme bis zum Messtischblatt von 1980 durchgehend auf Karten eingezeichnet.
Ein Zentrum im Wortsinne hat Drewer nicht – die wichtigsten Einrichtungen liegen auf voller Länge der Hüls und Mitte verbindenden Bergstraße. Am ehesten liegt das Zentrum im Bereich der 1951 eingeweihten katholischen Josefskirche (⊙), der die evangelisch-freikirchliche Friedenskirche auf der Nordseite der Bergstraße schräg gegenübersteht. Die sehr dezentral gelegene, 1952 eingeweihte evangelische Christuskirche im Süden des Bereitschaftsviertels wurde im Jahr 2016 entwidmet. Drewer-Süd ist zur Stadtmitte orientiert, die 1962 eingeweihte Heinrichskirche steht unweit der Herzlia-Allee, die evangelische Auferstehungskirche am Nordrand von Drewer-Süd (Breddenkampstraße).
An statistischen Bezirken enthält der alte Stadtteil Drewer-Nord (4,36 km²):
- aus 111 Stadtkern-Mitte 0,31 km²:
  - alle Teile nordöstlich der Hagenstraße nebst Albert-Schweitzer-Gymnasium; 0,31 km², davon 0,15 km² Schweitzergymnasium und Rappaportstraße
- (aus 131 Alt-Brassert)
  - (nur historisch der äußerste Nordosten)
- 141 Drewer-Nord Alte Bunasiedlung, 0,44 km²
- 142 Drewer-Nord Blumensiedlung, hieraus 0,52 km²
  - ohne Hauptfriedhof und Dümmerweg 201–211, die in Brassert liegen (0,15 km²)
  - (historisch gehörte die Nordwesthälfte zu Oelde)
  - (historisch gehört ein kleines Gebiet im Süden zu Brassert)
- 143 Drewer-Nord Bereitschaftssiedlung, 1,11 km²
  - (historisch gehört der äußerste Nordosten der Siedlung zu Oelde)
- 144 Drewer-Nord Nibelungensiedlung, 0,48 km²
- 151 Drewer-Süd-Zentrum. 0,63 km²
- 154 Drewer-Süd Wellerfeldweg, davon 0,49 km²
  - ohne Segment zwischen Loekampstraße und Loekampbach (0,07 km²; historisch allerdings nur ohne den äußersten Norden davon)
- 212 Hüls-Nord Enkesiedlung, 0,30 km²
- aus 213 Hüls-Nord-Silvertsiedlung insgesamt 0,03 km²
  - Dreieck zwischen den Bahntrassen; 0,03 km²
- aus 223 Hüls-Süd-Zentrum, 0,05 km²
  - Bergstraße links der Bäche und Nordende Langehegge
  - (historisch auch Paracelsus-Klinik)

An statistischen Bezirken enthält der alte Stadtteil Drewer-Süd (1,82 km²):
- (aus 111 Stadtkern-Mitte)
  - (nur historisch Försterbusch und Kreuzung Rappaportstraße/Bergstraße)
- (aus 113 Stadtkern-Ost)
  - (nur historisch, ohne die beiden südwestlichsten Häuser)
- (aus 114 Stadtkern-Kreuzstraße)
  - (nur historisch; ohne Hügelhäuser, Straßenverkehrsamt und ein paar weitere Häuser (s. o.), aber mit beiderseits fast kompletter Kreuzstraße und Willy-Brandt-Schule)
- (historisch aus 126 Alt-Marl-Süd insgesamt 0,83 km²)
  - (historisch Drewer Feld östlich der Herzlia-Allee und beiderseits der Hertener Straße, nordwestlich von Steinernkreuz; 0,83 km²)
- 152 Drewer-Süd Westfalenstraße, 0,77 km²
- 153 Drewer-Süd Langehegge, 1,05 km²
- (historisch aus 224 Hüls-Süd Auf Hoewingsfeld insgesamt 1,41 km²)
  - (Südwesten westlich des Loemühlenbachs und südlich der Breddenkampstraße/Loemühlenweg (südlicher Loemühlenweg, Forst Materna und östliche Kleverbecker Heide); 1,41 km²)

### Hüls

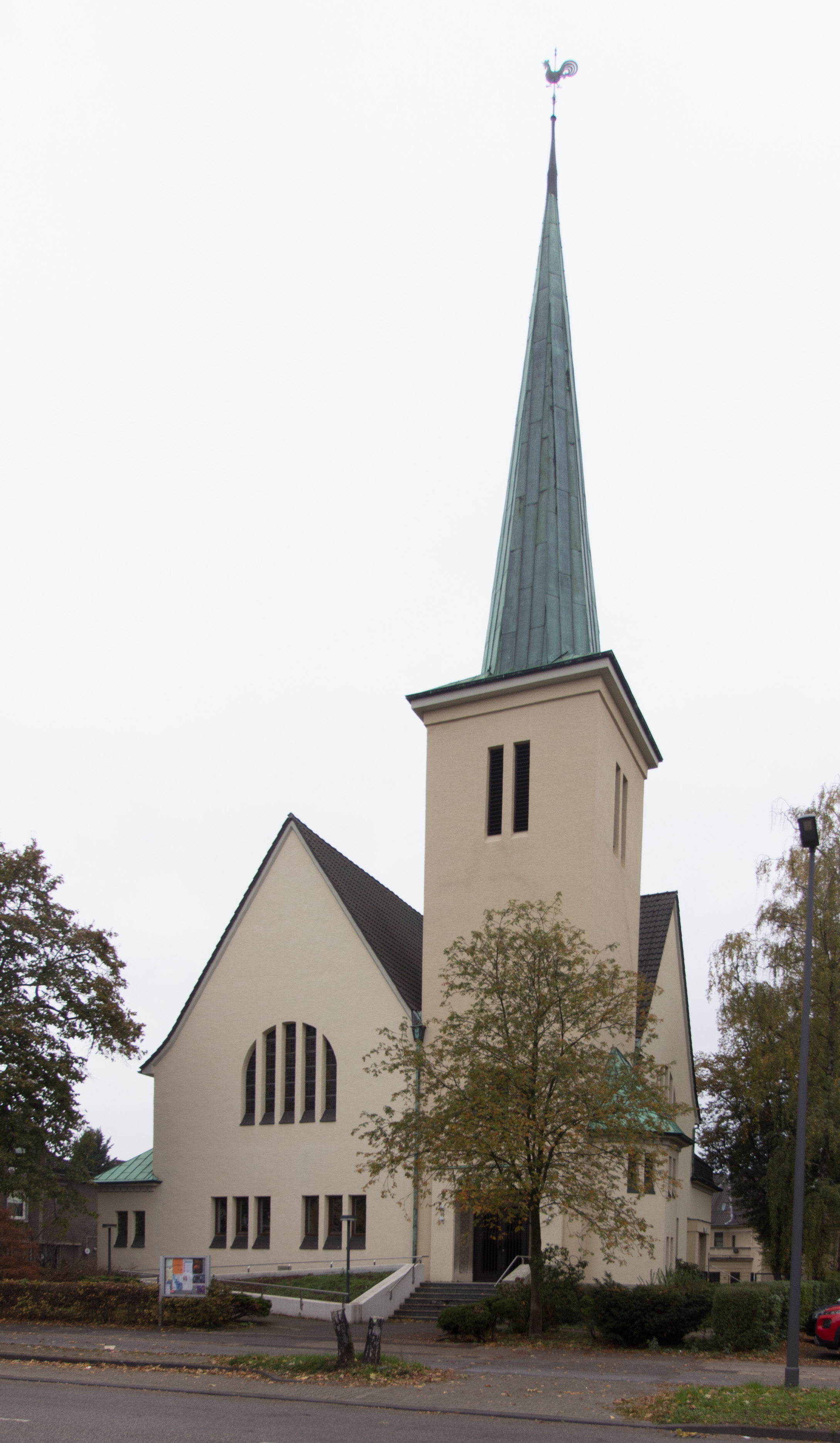
Pauluskirche

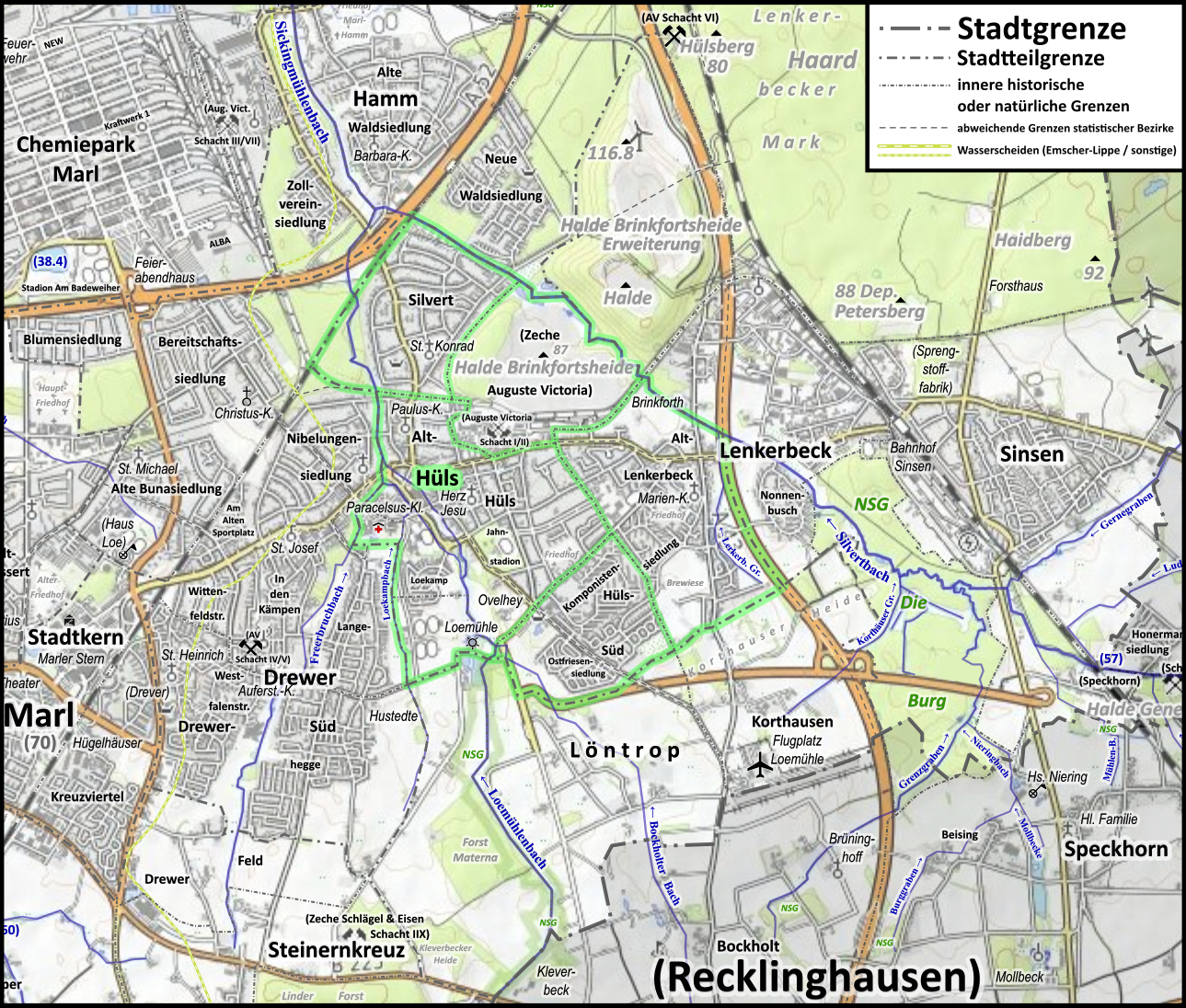
Karte des Stadtteils Hüls

Hüls liegt, südlich, westlich und nördlich der auf der ehemaligen Brinkfortsheide errichteten Zeche Auguste Victoria (SchachtI/II, ⊙), in der Hauptbesiedlung Marls östlich zentral. Der Stadtteil wird im nördlichen Westen durch den Loemühlenbach, nach Süden ab der Mündung des Freerbruchbachs durch diesen und südlich der Paracelsusklinik (die man hinzu rechnen könnte, obgleich sie historisch knapp außerhalb liegt) durch den Loekampbach begrenzt. Im Süden bilden Breddenkampstraße, Loemühlenweg, Ovelheider Weg, Lipperandstraße und Löntroper Grenzweg eine scharfe Grenze zu Löntrop im weiteren Sinne, nach Osten grenzen schließlich A 43 und weiter nördlich der Silvertbach von Sinsen-Lenkerbeck ab.
Mit dem Westteil von Lenkerbeck, der sich an das alte Hülser Gebiet innerhalb der beschriebenen Grenzen östlich jenseits der Georg-Herwegh-Straße anschließt, ist der Stadtteil inzwischen verwachsen, sodass der Westteil Lenkerbecks heute als Teil der Hülser Siedlungen Alt-Hüls und der Komponistensiedlung, die sich südöstlich des Ovelheider Wegs anschließt, angesehen werden kann. Dabei erstreckt sich Alt-Lenkerbeck auf Teile von beiden, und der Lenkerbecker Friedhof sowie die alten Häuser an der Hülsbergstraße und die Kolonie am Steigerturm standen „in der Komponistensiedlung“, lange bevor es sie gab. Die Martin-Luther-King-Gesamtschule liegt, unmittelbar an der ehemaligen Bauerschaftsgrenze, auf Lenkerbecker Seite. Das im Kern deutlich jüngere Komponistenviertel ist zunächst auf der Lenkerbecker Seite entstanden: Die Straße Am Steigerturm war bereits vor dem Krieg besiedelt, bis 1966 waren Mozart- und Haydnstraße erschlossen und bis 1972 die Kernsiedlung auf beiden Seiten; nur die Siedlung nördlich des Steigerturms folgte erst in den 1980ern.
Im Norden trennt die Bahntrasse zum Chemiepark die Silvertsiedlung ab; zusätzlich teilt die in West-Ost-Richtung verlaufende Victoriastraße weiter südlich den Stadtteil – ohne allerdings, wie es die statistischen Bezirke suggerieren, eine wirkliche Stadtteilgrenze darzustellen. Der mit Hüls-Nord-Zentrum bezeichnete statistische Bezirk mit der 1914 eingeweihten evangelischen Pauluskirche (⊙) ist, wie auch die Häuser unmittelbar nördlich der Victoriastraße im stat. Bezirk Auguste Viktoria I/II, eigentlich noch ein natürlicher Teil von Alt-Hüls. Diese Teile waren, wie auch die Silvertsiedlung nördlich der Gleise, zwischen 1907 und 1921 rasant angewachsen, während die Komponistensiedlung erst nach dem Zweiten Weltkrieg entstanden ist. Das eigentliche „Zentrum“ von Hüls mit der 1959 eingeweihten, inzwischen baufälligen katholischen Herz-Jesu-Kirche (⊙), dem Marktplatz und Fußgängerzonen an Hüls- und Trogemannstraße liegt im Westen des statistischen Bezirks Alt-Hüls.
An statistischen Bezirken enthält der alte Stadtteil Hüls (5,55 km²):
- aus 154 Drewer-Süd-Wellerfeldweg 0,07 km²
  - Segment zwischen Loekampstraße und Loekampbach (historisch allerdings nur der äußerste Norden davon)
- 211 Hüls-Nord-Zentrum, 0,23 km²
- 213 Hüls-Nord-Silvertsiedlung, davon 0,71 km²
  - ohne Gleisdreieck im Westen (0,03 km²)
- 214 Hüls-Nord Auguste Viktoria I/II, daraus insgesamt 1,16 km²
  - (historisch ohne Victoriastr. 101 aufwärts und am Am Alten Pütt bis Nr. 19, die zu Lenkerbeck gehörten)
  - (historisch ohne die Osthälfte der südwestlichen Halde Brinkfortsheide, ebenfalls Lenkerbeck)
  - ohne den Teil rechts des Silvertbachs mit der nordöstlichen Halde Brinkfortsheide und der westlich der A 43 das Gewerbegebiet Lenkerbeck fortsetzenden Siedlung (1,15 km²)
  - davon 0,14 km² (Hüls) + 0,04 km² (Lenkerbeck) Gewerbegebiet südlich des Hauptgleises
  - davon 0,24 km² altes Wohngebiet auf Lenkerbecker Seite
  - davon 0,03 km² altes Wohngebiet auf Hülser Seite im südöstlichen Anschluss an „Hüls-Nord-Zentrum“
- 221 Alt-Hüls, 0,95 km²
  - (historisch ohne die Teile östlich der Georg-Herwegh-Straße, die zu Lenkerbeck gehörten; 0,23 km²)
- 222 Hüls-Süd-Komponistensiedlung, davon 1,24 km²:
  - (historisch ohne die Teile östlich der Georg-Herwegh-Straße, die zu Lenkerbeck gehörten; 1,15 km²)
  - ohne den Teil südlich des Löntroper Grenzwegs, nach Ostnordosten verlängert (Löntrop: 0,03 km²; Korthausen: 1,08 km²)
- aus 223 Hüls-Süd-Zentrum, 0,16 km²
  - ohne Bergstraße links der Bäche und Nordende Langehegge (0,05 km²)
  - (historisch ohne Paracelsus-Klinik)
- aus 224 Hüls-Süd Auf Hoewingsfeld insgesamt 0,93 km²
  - Ostfriesisches Viertel und Loekamp; 0,93 km² (nach Süden bis Loemühlenweg/Ovelheider Weg/Lipperandstraße)
  - (historisch ohne südlichen Loekamp und Loemühle)

### Marl-Hamm
Die Waldsiedlungen Marl-Hamms sind auf dem Gebiet der Bauerschaft Sickingmühle der ehemaligen Gemeinde Hamm, deren Kerndörfer (Hamm-Bossendorf) nach Haltern eingemeindet wurden, von Hüls aus gewachsen. Noch eher, und zwar noch vor dem Krieg, ist allerdings, in unmittelbarer Nachbarschaft zu Schacht III/IV der Zeche Auguste Viktoria (⊙), die Zollvereinsiedlung auf dem Gebiet der Bauerschaft Oelde im Westen entstanden, die heute als Teil von Marl-Hamm gesehen wird. Der Sickingmühlenbach, der aus der Vereinigung von Silvertbach und Loemühlenbach entstanden ist, grenzt die Zollvereinsiedlung von der Alten Waldsiedlung (⊙) ab, die A 52 trennt wiederum die Neue Waldsiedlung im Südosten ab. Die Waldsiedlungen wurden, zusammen mit Sickingmühle und Herne, 1975 eingemeindet.
An statistischen Bezirken enthält der Stadtteil Marl-Hamm (3,58 km²):
- 301 Marl-Hamm Alte Waldsiedlung, davon 1,49 km²
  - ohne den unbesiedelten Teil nördlich der Hülsbergstraße, der eher zu Sickingmühle gehört (0,57 km²)
- 302 Marl-Hamm Neue Waldsiedlung, davon 1,39 km²
  - ohne Nordhälfte der nordöstlichen Halde Brinkfortsheide (0,62 km²) sowie Schacht VI der Auguste Viktoria und Forsthaus am Hülsberg (0,46 km²)
- 304 Marl-Hamm Zollvereinsiedlung (0,70 km²)
  - auf historischem Oelder Gebiet

### Sinsen-Lenkerbeck

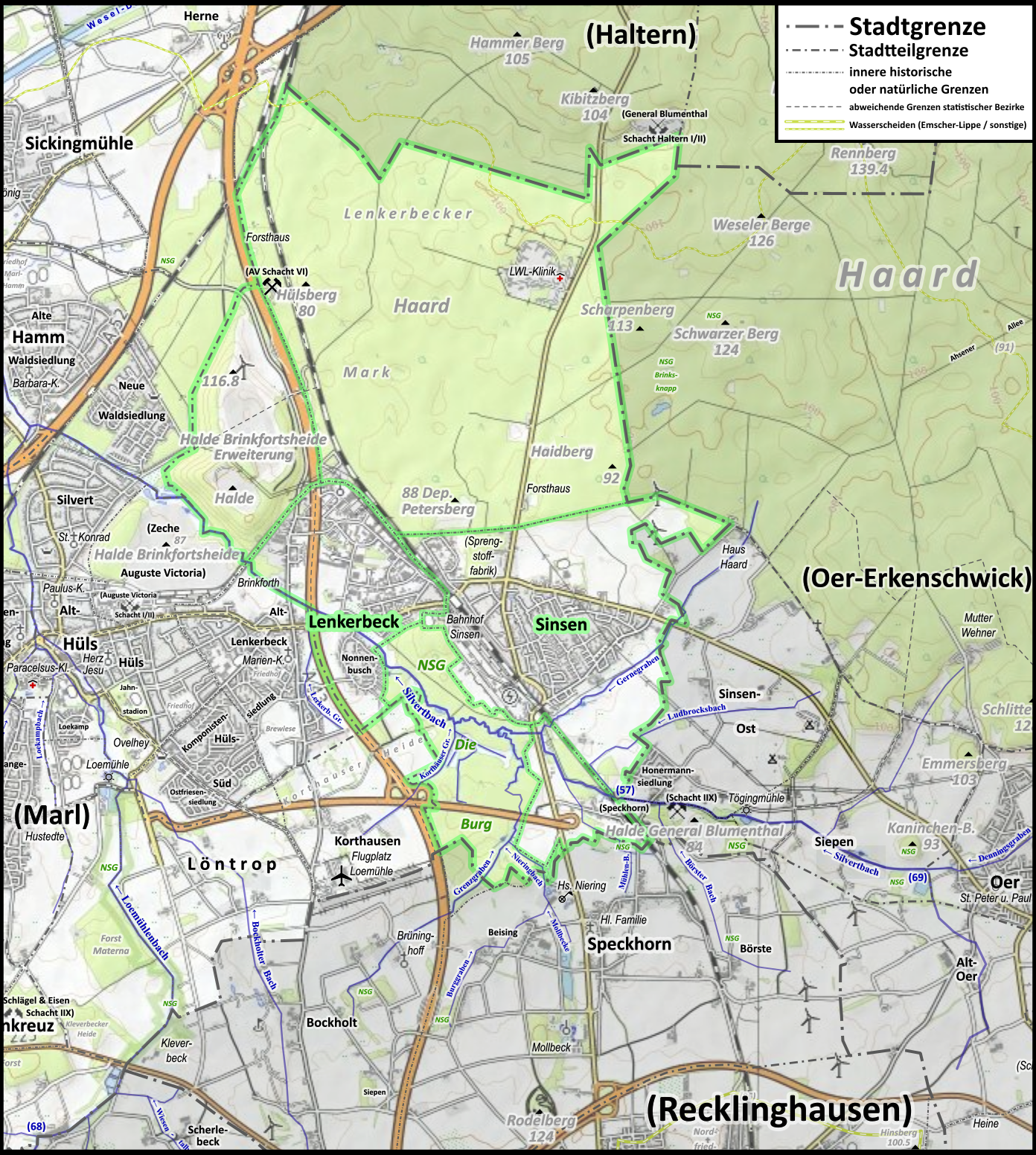
Karte des Stadtteils Sinsen-Lenkerbeck

Der Stadtteil Sinsen-Lenkerbeck ist aus Sinsen, Lenkerbeck und einem kleinen Teil von Speckhorn zusammengewachsen; er enthält auch das Naturschutzgebiet Die Burg und den Marler Anteil an der Haard, die sich nicht sinnvoll nach historischer Zugehörigkeit zuordnen/gliedern lassen. Der gleichnamige statistische Bezirk wurde von der Stadt Marl im Westen genau von der A 43 begrenzt. diese ist zwischen dem Nonnenbusch und dem an Hüls herangewachsenen Alt-Lenkerbeck sowie zwischen dem NSG die Burg und dem bauerschaftlichen Korthausen durchaus eine scharfe Grenze.
Anders sieht es im Norden Lenkerbecks aus, wo die Lenkerbeck rahmende Bahnschleife über die Autobahn ragt und das Gewerbegebiet Lenkerbeck sich westlich der A 43 fortsetzt; hier ist eher der Silvertbach die Trennlinie zu Hüls, die überdies die neuere Halde – deren LSG sich unmittelbar an die Haard anschließt und die komplett auf Lenkerbecker Gebiet liegt – von der alten trennt. Auch die beiden Teile der Korthauser Heide sind durch die Brücke an der gleichnamigen Straße verbunden und werden gemeinsam bäuerlich bewirtschaftet.

#### Lenkerbeck
Lenkerbeck war neben Marl und Polsum auf dem heutigen Stadtgebiet lange Zeit das einzige Dorf mit Kirche gewesen; die Marienkapelle (⊙) wurde allerdings bereits in den 1960ern abgerissen. Neben dem mit Hüls verwachsenen Westteil, auf dem die alte Kirche stand und auch die neue steht, gehört das sich auch westlich der A 43 fortsetzende, von einer Eisenbahnschleife gerahmte Gewerbegebiet im Norden, die Siedlung am Nonnenbusch im Süden und die Siedlung beiderseits der Bahnhofstraße, die sich östlich an die Bahngleise am Sinsener Bahnhof anschließt im Osten zu Lenkerbeck, während das Bahnhofsgebiet an der Gräwenkolkstraße auf altem Sinsener Gebiet liegt.
Die jüngere, nordöstliche Halde Brinkfortsheide (s. u.) liegt komplett auf Lenkerbecker Grund. Der namensgebende Hof Brinkforth (⊙), bis mindestens 1949 ohne „h“, wird heute zu Hüls gezählt. Überdies liegt der größere Marler Anteil an der Haard (Lenkerbecker Mark) auf Lenkerbecker Boden, s. u.
An statistischen Bezirken enthält der bewohnte Teil-Stadtteil Lenkerbeck (1,50 km²):
- aus 214 Hüls-Nord Auguste Viktoria I/II 0,28 km²
  - (historisch Victoriastr. 101 aufwärts und am Am Alten Pütt bis Nr. 19)
  - (historisch die Osthälfte der südwestlichen Halde Brinkfortsheide)
  - Gewerbegebiet Lenkerbeck westlich der A 43 (0,28 km²)
- (aus 221 Alt-Hüls)
  - (historisch die Teile östlich der Georg-Herwegh-Straße)
- (aus 222 Hüls-Süd-Komponistensiedlung)
  - (historisch die Teile östlich der Georg-Herwegh-Straße)
- 601 Sinsen-Bahnhof Sinsen, davon 0,26 km²
  - ohne Sportplatz und Bahnhofsgebiet an der Gräwenkolkstraße (ab Nr. 4) und NSG Die Burg (0,73 km², davon 0,04 km² Speckhorn)
- 602 Gewerbegebiet Lenkerbeck, 0,51 km²
- 606 Sinsen-Nonnenbusch, davon 0,45 km²
  - nach Süden nur bis zur Verlängerung des Löntroper Grenzwegs

#### Sinsen (und Speckhorn)

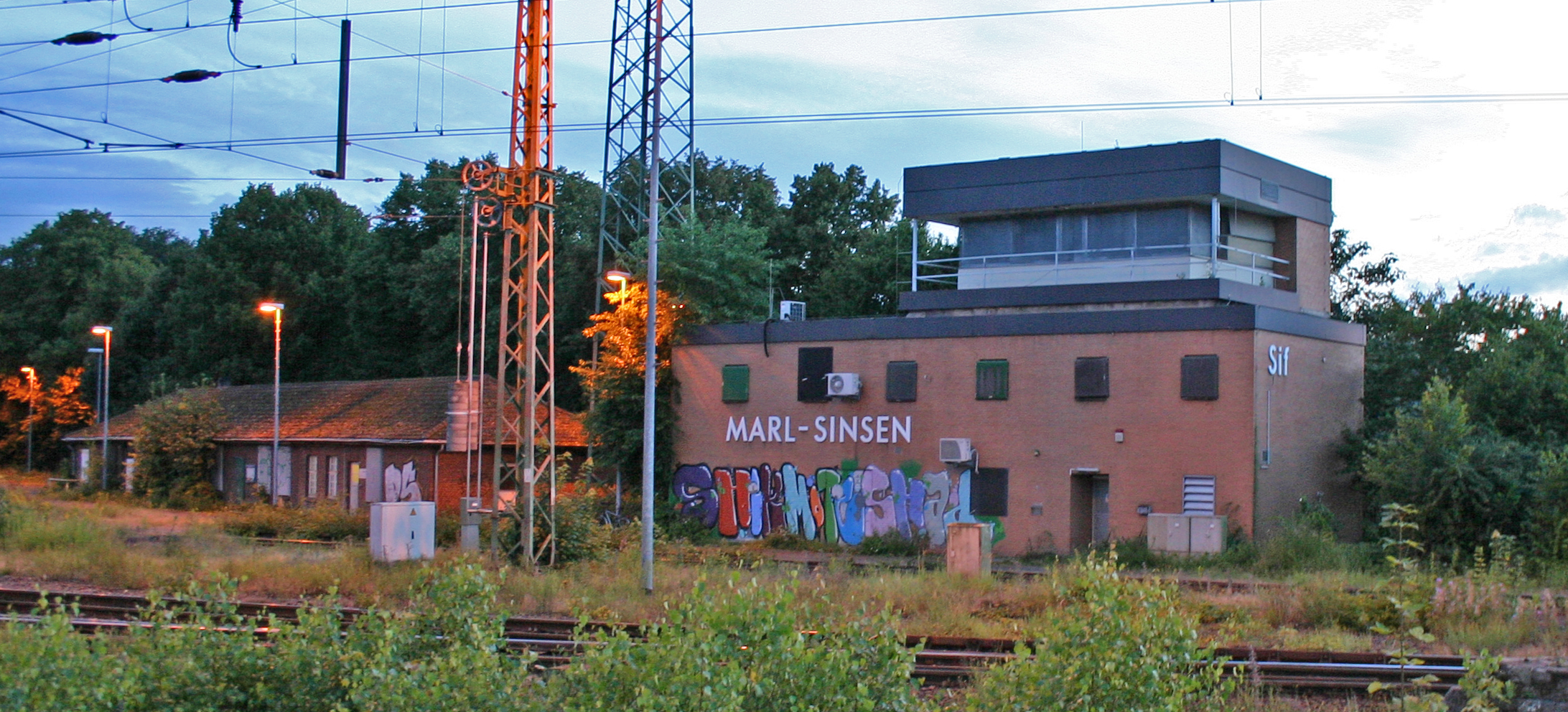
Stellwerk am Bahnhof Sinsen

Marl-Sinsen ist der Westteil der früheren Oerer Bauerschaft Sinsen, der an Marl herangewachsen ist. Auf altem Sinsener Gebiet liegt, bis auf ihren Südteil (Speckhorn), auch die Honermann-Siedlung in Oer-Erkenschwick. Die Südostgrenze zur Bauerschaft Siepen verlief von einer Einmündung in den Silvertbach an der Tögingmühle aus nordostwärts, nach 500 m dann entlang der Holthäuser Straße weiter nordostwärts bis zur Petersheide in der Haard. Hiervon ging nur die seit der Industrialisierung deutlich einwohnerstärker werdende Nordwesthälfte an Marl.
Sinsen erhielt zunächst vor allem durch den Bahnhof Sinsen (⊙) sowie die ehemalige Sprengstofffabrik (⊙), die nur 200 m südsüdöstlich der Petersbergdeponie (88,0 m) stand, Bedeutung. Der Stadtteil liegt komplett rechts des Silvertbachs, der die Bauerschaft zu Speckhorn im Südwesten abgrenzte, und enthält westlich der Bahngleise nur den Bahnhofsbereich und den Nordteil des unten gesondert geführten NSG Die Burg.
An statistischen Bezirken enthält der bewohnte Teil-Stadtteil Sinsen (3,38 km²):
- aus 601 Sinsen-Bahnhof Sinsen insgesamt 0,36 km²
  - Sportplatz
  - Bahnhofsgebiet an der Gräwenkolkstraße
- 603 Sinsen-Zentrum, 0,48 km²
- 604 Sinsen Schulstraße, daraus 2,54 km²
  - ohne Mühlenstraße im Süden (0,29 km², Speckhorn)

Etwas abgesetzt von Sinsen ist der kleine Anteil Marls an Speckhorn. Das Gebiet der durch den Silvertbach zur Oerer Bauerschaft Sinsen abgegrenzten Bauerschaft Speckhorn ging fast komplett nach Recklinghausen, lediglich der etwa 0,3 km² umfassende Nordosten, heute bis einschließlich der Halde General Blumenthal 8, ging an Oer-Erkenschwick, wo sich jenseits des Bachs nach dem Krieg die Honermann-Siedlung anschloss; der flächenmäßig etwas größere Nordteil ging an Marl, wo indes auf Speckhorner Gebiet einzig die Mühlenstraße (⊙) bewohnt ist.
Die Mühlenstraße war bereits 1921 besiedelt und zu einem Zeitraum zwischen 1959 und 1972 komplett von Gleisen umgeben. Von diesem Straßenzug und verstreuten Feldern abgesehen besteht Marls Anteil an Speckhorn heute größtenteils aus dem links des Silvertbachs gelegenen, größeren Teil des Waldgebiets/NSG Die Burg, das im Süden durch die zwischen 1976 und 1980 errichtete Lipperandstraße, einem Schnellzubringer zur A 43 und nach Drewer, geteilt wird. Natürliche Westgrenze ist heute die Trasse der genannten Autobahn.
An statistischen Bezirken enthält der bewohnte oder landwirtschaftlich genutzte Marler Anteil an Speckhorn (0,47 km²):
- aus 601 Sinsen-Bahnhof Sinsen nur insgesamt 0,04 km²
  - Südspitze links des Silvertbachs; 0,04 km²
- aus 604 Sinsen Schulstraße insgesamt 0,29 km²
  - die Mühlenstraße im Süden; 0,29 km²
- aus 606 Sinsen-Nonnenbusch 0,14 km²
  - Felder unmittelbar westlich der Halterner Straße, äußerster Südosten; 0,14 km²

#### Halde Brinkfortsheide Fortsetzung, Die Haard und Die Burg
Den größten Flächenanteil Sinsen-Lenkerbecks nehmen Naherholungsgebiete ein, die mindestens unter Landschaftsschutz stehen. Deren jüngstes ist die 116,8 m ü. NHN erreichende Halde Brinkfortsheide Fortsetzung (an der nördlichen Windkraftanlage 116,8 m ü. NHN; ⊙), die komplett auf altem Lenkerbecker Gebiet steht. Sie bildet ein 1990 gegründetes, zweiteiliges Landschaftsschutzgebiet (LSG), das etwas mehr als ihre komplette Fläche einnimmt (nominell 1,63 km*), und ist auch insofern von der alten Halde Brinkfortsheide links des Silvertbachs, an der Hülser Zeche, getrennt.
An statistischen Bezirken enthält die Halde (etwa 1,49 km²)
- aus 214 Hüls-Nord Auguste Viktoria I/II insgesamt 0,87 km²
  - Südhälfte der Halde Brinkfortsheide Fortsetzung 0,87 km²
- aus 302 Marl-Hamm Neue Waldsiedlung 0,62 km²
  - Nordhälfte der Halde Brinkfortsheide Fortsetzung, 0,62 km²

Nach Osten geht die Halde unmittelbar in den Marler Teil der Haard über, von dem gut zwei Drittel auf Lenkerbecker Boden steht, darunter die randliche Haardklinik(⊙) – obgleich die Klinik nach Sinsen benannt ist – sowie Schacht VI der Auguste Victoria und das Forsthaus am Hülsberg (80,2 m; ⊙). Die Lenkerbecker Mark trägt ein 7,28 km² großes LSG, das nur zu kleinen Teilen (0,60 km² in Haltern und 0,17 km² in Sinsen) außerhalb des alten Lenkerbecker Gebiets liegt. Andererseits sind auch praktisch alle Sinsener Anteile des Waldes per LSG geschützt.
An statistischen Bezirken enthält die Haard (insgesamt 8,15 km²):
- aus 302 Marl-Hamm Neue Waldsiedlung 0,46 km², ganz auf Lenkerbecker Gebiet
  - Schacht VI der Auguste Viktoria und Forsthaus am Hülsberg (zwischen Autobahn und Gleisen), 0,46 km²
- 605 Sinsen-Haardt 7,69 km², davon 5,12 km² Lenkerbeck und 2,57 km² Sinsen
  - Grenze Lenkerbeck/Sinsen verläuft entlang einer Linie vom Petersberg bis zum Südostpunkt des Westfälischen Landeskrankenhauses, das somit noch knapp in der Lenkerbecker Mark liegt

Die Burg ist ein komplett bewaldetes NSG mit 134 ha in Marl und nur kleinen Randanteilen in Recklinghausen(-Speckhorn), das den Süden Sinsens und Speckhorn vom Süden Lenkerbecks und Korthausen trennt. Es wird durch die Lipperandstraße in zwei Segmente zerschnitten und liegt auf Speckhorner, Sinsener und Lenkerbecker Boden.
An statistischen Bezirken enthält Die Burg (mit Rändern insgesamt 1,42 km²):
- aus 601 Sinsen-Bahnhof Sinsen 0,31 km²
  - Südwestdrittel
- 606 Sinsen-Nonnenbusch, davon 1,01 km²
  - Südosten ohne äußersten Südosten, mehr als die Hälfte

### Korthausen und Löntrop

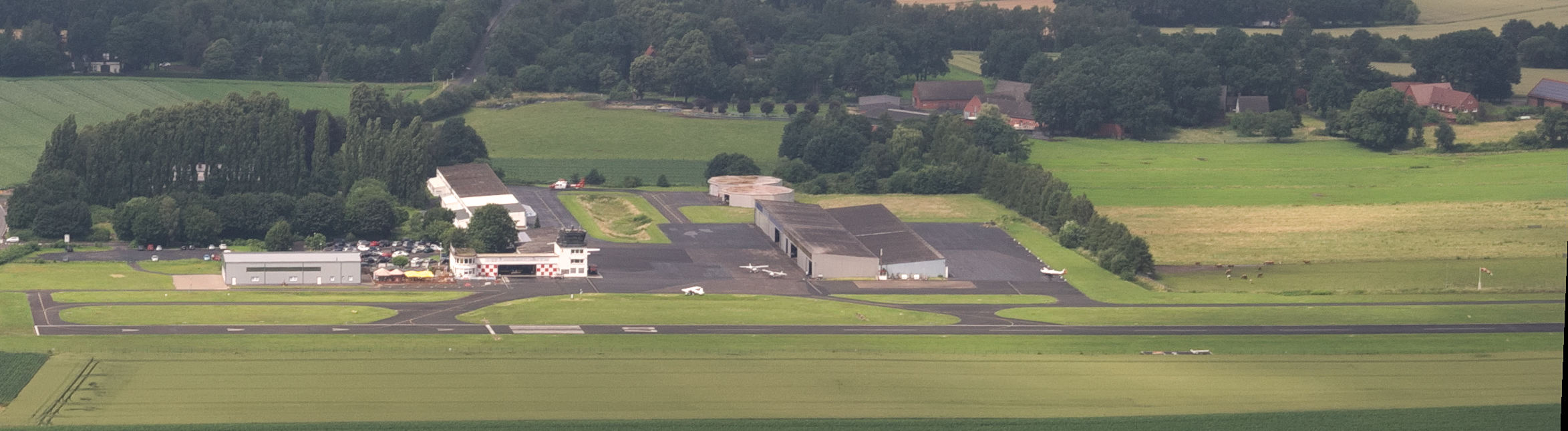
Flugplatz Marl-Loemühle, dahinter der eigentliche Weiler Korthausen

Der Süden des Ostteils Marls ist bauerschaftlich geblieben; auch heute noch ist die Nordgrenze Korthausens und Löntrops an der abrupt endenden Bebauung zu erkennen. Die Bauerschaft Korthausen (⊙) bzw. Leuingen (vgl. Karte des Landkreises von 1945) ging aus dem Osten der Bauerschaft Löntrop hervor. Bereits auf der Preußischen Uraufnahme von 1842 ist nördlich ihres Hauptwohnplatzes, von nah der Hülsstraße bis zur Burg am heutigen Ballonplatz Korthauserhaide eingezeichnet. Diese Heide ist auch heute noch gebäudefrei und inzwischen durch die A 43 zweigeteilt. In Korthausen liegt der Flugplatz Marl-Loemühle (⊙).
Die Bauerschaft Löntrop (⊙), die sich westlich anschließt, war früher nach Norden sehr umfangreich und umfasste ursprünglich den Wohnplatz Hüls – sowie auch Korthausen. Später wurden Korthausen und Hüls eigenständige Bauerschaften, zwischen 1907 und 1913 schließlich ging auch der Westen des heutigen Komponistenviertels von Löntrop an Hüls. Verblieben ist ein ländlicher Weiler, der am nur nordseitig bebauten Löntroper Grenzweg endet, westlich der Hülsstraße an der Lipperandstraßeund schließlich an dessen Zubringer zur Loemühle (Ovelheider Weg und Loemühlenweg). Westgrenze des Stadtteils wie auch der kompletten ehemaligen Gemeinde Recklinghausen-Land zum Amt Marl bzw. zu Drewer ist wieder der Loemühlenbach.
Orographisch sind Speckhorn, Korthausen und Löntrop genau die südliche Verriegelung des Silvertbach-Loemühlenbach-Dreiecks, das von Hüls und Lenkerbeck-Nonnenbusch ausgefüllt wird und dessen Nordwest-Spitze die Silvertsiedlung und die südliche bzw. die alte Halde Brinkfortsheide bilden.
An statistischen Bezirken enthält der Stadtteil Korthausen (1,30 km²):
- aus 222 Hüls-Süd-Komponistensiedlung 1,08 km²
  - Teil südlich des Löntroper Grenzwegs und seiner Ostnordost-Verlängerung; 1,08 km²
  - allerdings ohne das Dreieck mit Hülsstr. 243, 245 und 247 im Nordwesten (Löntrop; 0,03 km²)
- aus 606 Sinsen-Nonnenbusch 0,22 km²
  - östliche Korthauser Heide bis Ballonplatz

An statistischen Bezirken enthält der Stadtteil Löntrop (1,72 km²):
- aus 222 Hüls-Süd-Komponistensiedlung 0,03 km²
  - das Dreieck mit Hülsstr. 243, 245 und 247; 0,03 km²
- aus 224 Hüls-Süd Auf Hoewingsfeld insgesamt 1,69 km²
  - Teil östlich des Loemühlenbachs und südlich von Loemühlenweg/Ovelheider Weg/Lipperandstraße; 1,69 km²

Löntrop und Korthausen kommen zusammen auf gut 3 km² Fläche; ergänzt um den unbebauten Teil des Hoewinsfeld-Bezirks auf Drewerer Seite mit Forst Materna (1,22 km²), mit dem Löntrop bereits zusammengefasst ist, ergäbe dies einen bauerschaftlichen Stadtteil von 4,24 km² Fläche.

### Steinernkreuz und Linde

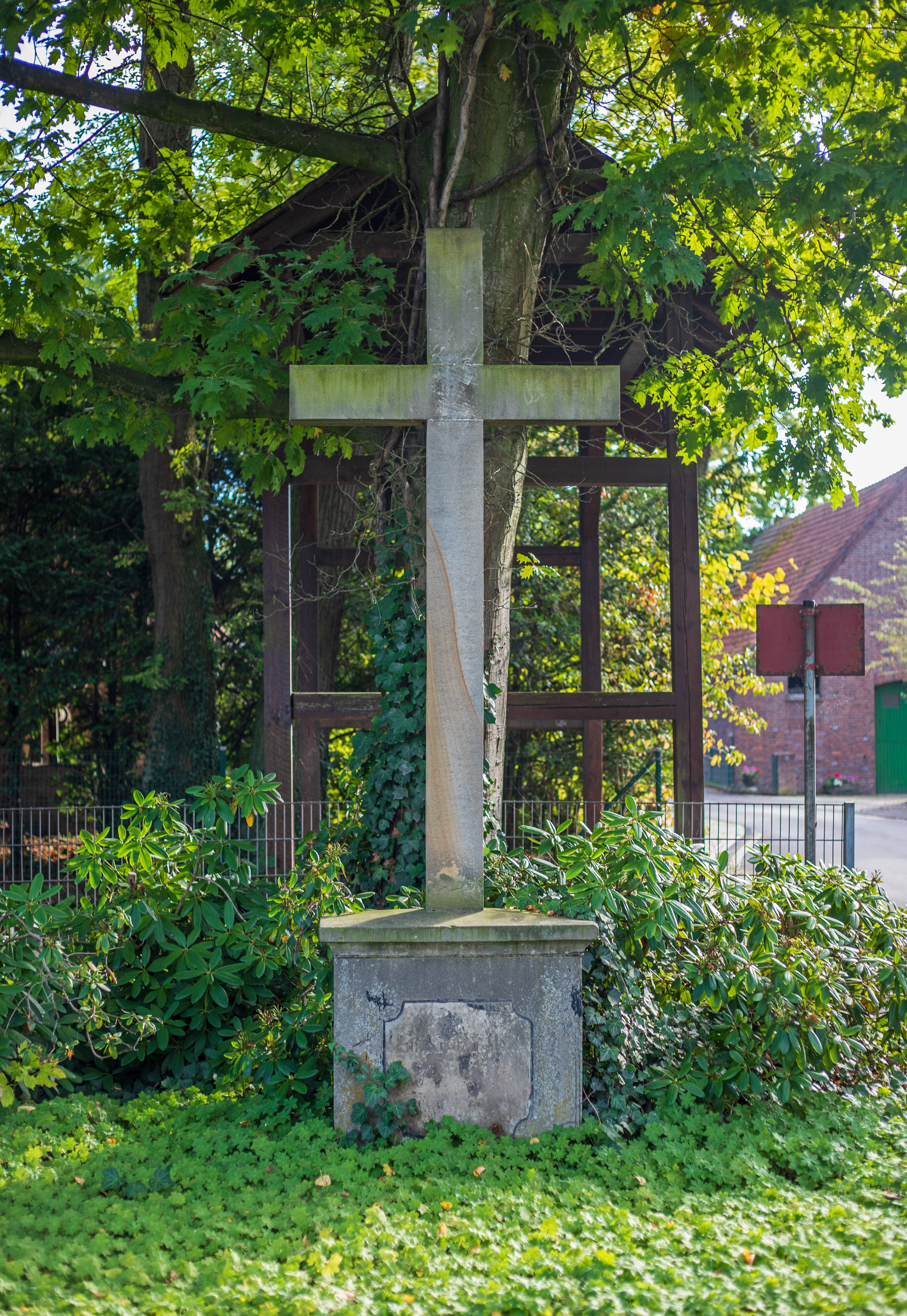
Das zweite Steinerne Kreuz von 1893

Die beiden Weiler Steinernkreuz und Linde im Süden des alten Gebiets von Drewer sind keine ehemaligen Bauerschaften. Mit Linder Feld (siehe Karte des Landkreises von 1845), später Linde (bereits ab der Preußischen Neuaufnahme 1892; ⊙) wurde der Teil der Bauerschaft südlich der Recklinghäuser Straße bezeichnet, der durch das namenlose Gebiet mit Forst Materna von Löntrop getrennt ist, „Steinerne Kreuz“ bezeichnete hingegen lange Zeit nur eine Ortslage an der Straße bzw. das dortige Kreuz (⊙). Das änderte sich zwischen 1972 und 1976, als plötzlich Steinernkreiz als Stadtteil in Messtischblatt Marl eingezeichnet war. Als Grenze zu Drewer galt, begonnen an der Recklinghäuser Straße im Osten, die Eichenstraße nach Nordwesten (die Begegnungsstätte Schacht 8 (⊙) im Osten also eingeschlossen), dann den Loemühlenweg bis zur Südostspitze des Hofs Bullerkotten, von dort westwärts, die Höfe Röttger und Lehmkühler einschließend, bis zum Freerbruchbach, diesem nach Süden folgend und links (westlich) des Bachs gerade noch die Gärtnerei einschließend.
Nachdem aber nunmehr beschlossen wurde, den an der Recklinghäuser Straße gelegenen Südteil des Gewerbegebiets Drewer Feld mit Gewerbegebiet Steinernkreuz zu benennen, dürfte genau der Norden des Gebiets an der Karl-Breuing-Straße, der sich nach Westen bis zum Globus Baumarkt an der Kreuzung mit der Herzlia-Allee zieht, neue Nordgrenze von Steinernkreuz sein; Westgrenze zum Frentroper Feld ist die Hertener Straße.
Die Grenze zwischen Steinernkreuz und Linde folgt von der Hertener Straße aus der Langenbochumer Straße bis zum Feld südlich des Kernweilers Steinernkreuz, von wo aus sie nach Ostsüdosten und dann rechtwinklig nach Nordnordosten zur Recklinghäuser Straße verläuft, sodass der Linder Forst noch gerade eingeschlossen wird und die Recklinghäuser Straße bis zu ihrem Verlassen des Stadtgebiets nach Osten die Nordgrenze Lindes bildet. Zu Linde gehören im Süden, an der Grenze zu Herten, gerade noch die Wälder Peilerbusch und Kirchenbusch, wobei der Kirchenbusch früher vom Süden des Peilerbusches bis zum heutigen Kirchenbusch durchging.
An statistischen Bezirken enthält der (Teil-)Stadtteil Steinernkreuz (1,29 km²):
- aus 126 Alt-Marl-Süd 1,29 km²
  - siehe obige Grenzbeschreibung; 1,29 km²

An statistischen Bezirken enthält der (Teil-)Stadtteil Linde (1,54 km²):
- aus 126 Alt-Marl-Süd 1,54 km²
  - siehe obige Grenzbeschreibung; 1,54 km²

Prinzipiell könnte man den statistischen Bezirk mit dem irreführenden Namen „Alt-Marl-Süd“ mit 5,83 km² mit Steinernkreuz, Linde, Drewer Feld und Frentroper Feld als Steinernkreuz im weiteren Sinne ansehen; zwischenzeitlich war der Name auf Karten auch entsprechend groß eingezeichnet gewesen.

### Frentrop
Die Bauerschaft Frentrop, die sich südlich und westlich an Alt-Marl und Brassert anschließt, ist bis heute bauerschaftlich geblieben bzw. ehemalige Frentroper Gebiete, die die Siedlungen dort abschließen, werden heute entsprechend zu Alt-Marl und Brassert gezählt.
Von Bedeutung ist Haus Leuchterhof (⊙), ein ehemaliges Karmeliterkloster im Südosten. Zu nennen ist ferner der Hof Große Ophoff (⊙) auf dem Frentroper Feld im äußersten Südosten zwischen Westerholter und Hertener Straße, welcher seit der Preußischen Erstaufnahme in allen Messtischblättern eingezeichnet war und auch heute noch in der TK 25 eingezeichnet ist. „Ophoff“ ist auch Namensgeber der Straße Im Ophoff, die nach Westen in den Kötterweg übergeht, der über Kotten nach Polsum führt, und wurde zeitweilig auch als Ortsteil geführt.
In Frentrops Nordwesten, jenseits der A 52, liegt der Marler Anteil des Industrieparks Dorsten / Marl, der in der statistischen Gliederung auf zwei verschiedene Bezirke verteilt wurde, aber fast komplett auf altem Frentroper Boden liegt (und zu keinen Anteilen zu Brassert gehörte). Auch östlich der Autobahn tritt Frentrop nach Norden über die Hervester Straße, wo im stat. Bezirk Rheinstahlsiedlung das Gebiet westlich des Weierbachs bauerschaftlich geblieben ist.
An statistischen Bezirken enthält der Stadtteil Frentrop (6,04 km²):
- 125 Alt-Marl-Frentrop (4,33 km²)
  - (historisch ohne einen Korridor jenseits der A 52, an der Buerer Straße, der zu Polsum bzw. Heiken gehörte)
- (aus 126 Alt-Marl-Süd)
  - (historisch das Frentroper Feld zwischen Eisenbahntrasse und Hertener Straße; 2,18 km², davon knapp 0,10 km² Gewerbegebiet Schweriner Straße bis zur Rostocker Straße auf altem Marler Gebiet)
- (aus 121 Alt-Marl-Mitte)
  - (historisch Goetheschule und Sportplatz)
- (aus 124 Alt-Marl-Riegefeld)
  - (historisch der Teil nordwestlich der Holbeinstraße)
- aus 132 Brassert-Rheinstahlsiedlung 0,86 km²
  - unbesiedeltes Dreieck westlich des Weierbachs (0,86 km²)
  - (historisch der Teil westlich der Plaggenbrauckstraße)
- (aus 133 Brassert-ECA-Siedlung)
  - (historisch ca. der Teil westlich der Matthias-Claudius-Straße)
- aus 134 Brassert-Schlenkesiedlung / Arenbergischer Forst 0,85 km²
  - Marler Nordteil des Industrieparks Dorsten / Marl (0,85 km²)
  - (Südhälfte des Arenbergischen Forsts = der Frentroper Mark)

Das Frentroper Feld kann auch, dem statistischen Bezirk „Alt-Marl-Süd“ entsprechend, als Teil des Südstadtteils Steinernkreuz interpretiert werden.

### Polsum

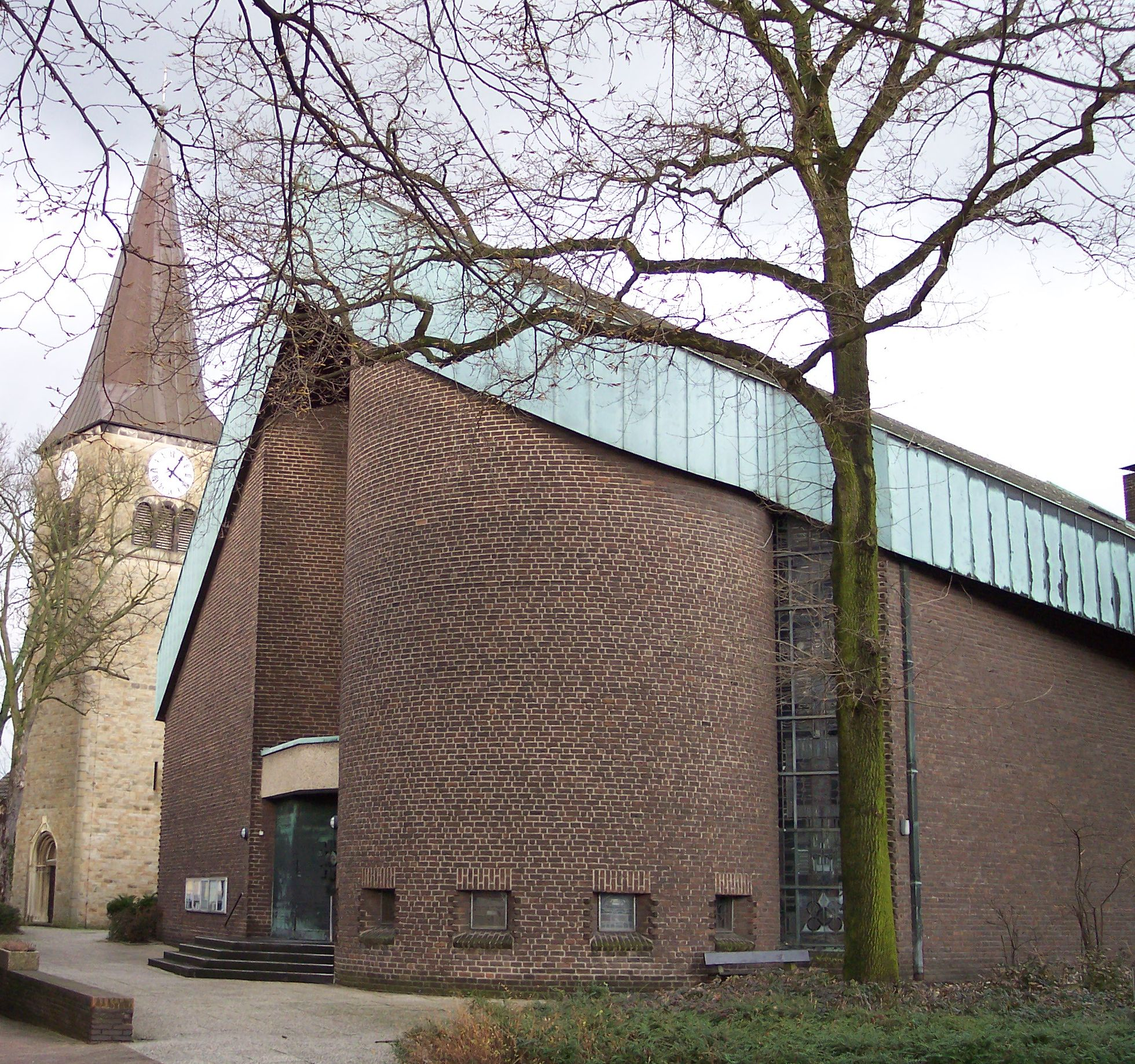
St. Bartholomäus

Polsum, bis 1975 eigenständige Gemeinde, ist, anders als praktisch alle anderen Stadtteile Marls, vergleichsweise eigenständig geblieben und ist zum Teil auch eher in Richtung Buer/Hassel orientiert. Die heutige Kirche St. Bartholomäus (⊙) wurde zwar erst 1968 geweiht, ihr separat stehender Turm geht jedoch in Teilen bis ins 12. Jahrhundert zurück.
Die Polsumer Ortslagen/Ortsteile Beckhöfen im Süden, Dorfhöfen bzw. Hoefen im Osten, Hülsdau im Westen und Rennebaum im Nordosten des Kerndorfes sind heute mehr oder weniger mit dem Dorf verwachsen. Lediglich Kotten (⊙) im Osten, östlich der Bahngleise, bildet einen vergleichsweise eigenständigen Weiler, wobei allerdings der Straße Rammersbrauck nebst dem Hof Ostgathe im Westteil von Steinernkreuz (Frentroper Feld) liegen; man könnte Kotten auch zu diesem Stadtteil zählen.
Im Norden trennt der Deipenbraukbach einen ländlichen Teil ab mit Schacht Polsum der Zeche Westerholt im Westen, dem Waldgebiet Dören im Süden, dem Wald der Polsumer Mark im Zentrum, der Leusheide im Nordosten und der Ortslage Heiken im Osten – gewissermaßen die Polsumer Mark im weiteren Sinne.
An statistischen Bezirken enthält der Stadtteil Polsum ohne Kotten (6,84 km², davon 2,46 km² Polsumer Mark i. w. S.):
- 501 Polsum-Süd (1,46 km²)
- 502 Polsum-Nord, davon 6,84 km²
  - ohne den Teil östlich der Bahntrasse (Kotten; 0,96 km²)
    - (historisch etwas anders begrenzt, siehe unten)
- (aus 125 Alt-Marl-Frentrop)
  - (historisch hatte Polsum bzw. Heiken jenseits der A 52, an der Buerer Straße, einen Korridor nach Hervest)
- (aus 134 Brassert-Schlenkesiedlung / Arenbergischer Forst)
  - (historisch den äußersten Westen, Korridor an der Buerer Straße)

An statistischen Bezirken enthält der Teil-Stadtteil Kotten:
- aus 502 Polsum-Nord insgesamt 0,96 km²
  - Teil östlich der Bahntrasse; 0,96 km²
    - (historisch etwas anders begrenzt; der Südosten gehörte zu Dorfhöfen, dafür ging im Norden ein Streifen an der Grenze zu Frentrop westlich der Gleise bis zur Leusheide)

### Lippe und Oelde

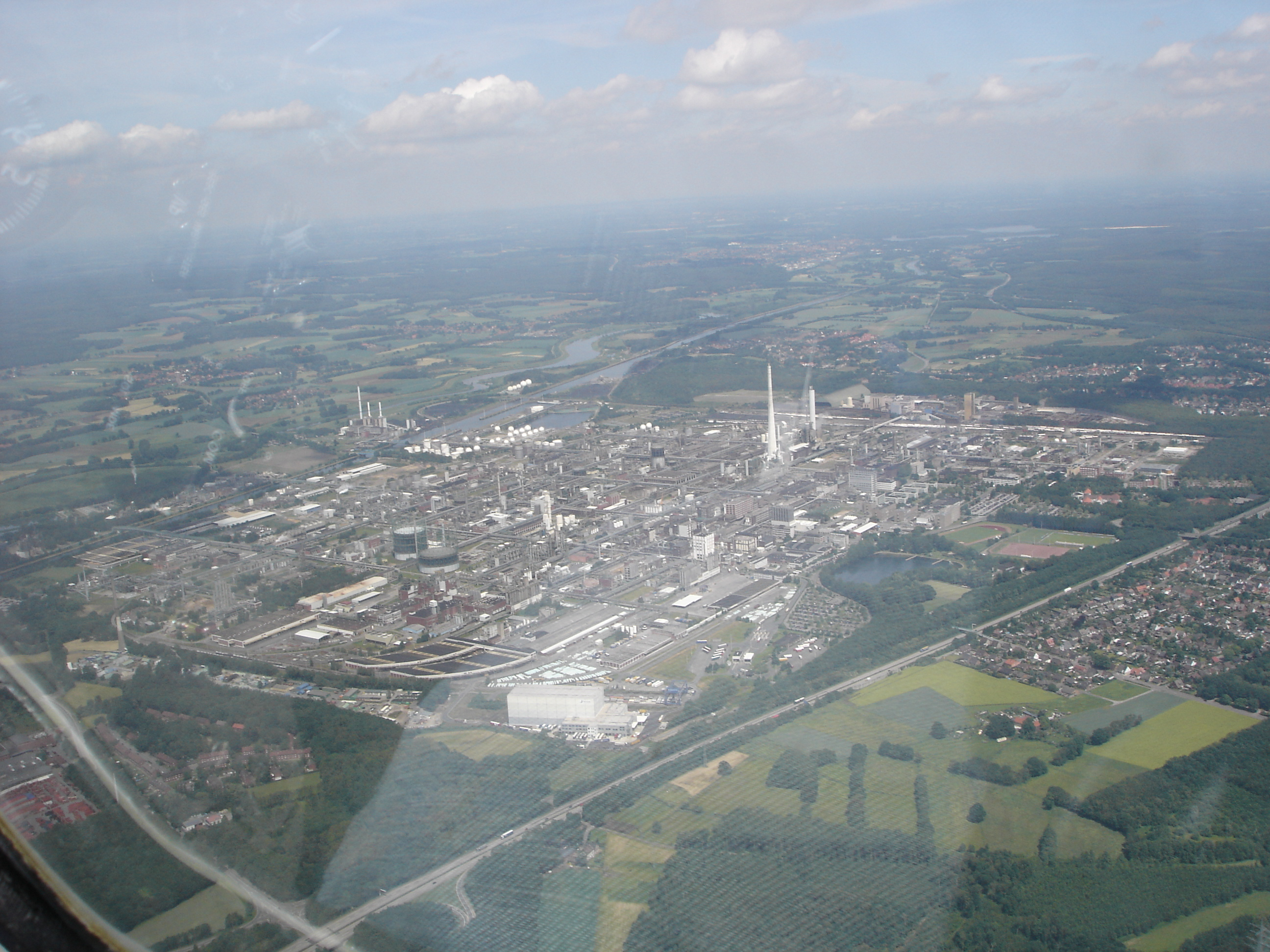
Luftbild „von Oelde“; rechts im Vordergrund der auf altem Oelder Grund liegende Nordwesten der Blumensiedlung, im Hintergrund, bereits auf Hammer Boden, die Waldsiedlungen und Sickingmühle

Lippe, zeitweilig auch Oelde oder Lippe und Oelde genannt, war eine Bauerschaft im Norden des Amtes Marl, die in die Teil-Bauerschaften Lippe im Westen und Oelde im Osten zerfiel. Oelde ist praktisch gänzlich in der Chemiezone aufgegangen, in deren Norden, zwischen Lippe und Lippe-Seitenkanal, auch die Wüstung des früheren Kern-Wohnplatzes (⊙) liegt; auf Oelder Gebiet liegen die Zollvereinsiedlung (heute Stadtteil Marl-Hamm) und die Nordwesthälfte der Blumensiedlung (zu Drewer gerechnet). Der Westteil mit dem Wohnplatz Lippe (⊙), ebenfalls zwischen Fluss und Kanal gelegen, ist größtenteils noch bauerschaftlich vorhanden. Im Süden nahmen Lippe und Oelde einen Teil der Frentroper Mark (nur Lippe) sowie, östlich des Weierbachs, einen der kaum noch existenten Drewer Mark ein, auf deren altem Gebiet das Chemiewerk und diverse Kolonien stehen. Das LSG Frentroper Mark enthält auch Teile der noch existenten Drewer Mark und geht südlich der A 52 bis zur Blumensiedlung.
Die Teil-Bauerschaft Lippe liegt größtenteils im statistischen Bezirk „Brassert-Schlenkesiedlung / Arenbergischer Forst“, wobei die namensgebende Schlenkesiedlung, unmittelbar südöstlich der heutigen Halde Lipper Höhe (88,1 m; ⊙) gelegen, inzwischen abgerissen ist und ihr Gebiet die Chemiezone erweitert, wobei die statistischen Bezirke noch nicht entsprechend korrigiert wurden; dort steht heute das 8 ha große Metro-Hauptlager der REAL und METRO Logistics, deren 14 ha großes Real-Hauptlager nördlich davon im alten Gebiet der Chemiezone angesiedelt ist. Mit Arenbergischem Forst ist hingegen die 1,75 km² nie besiedeltes Waldgebiet einschließende Frentroper Mark gemeint, deren Süden zu Frentrop gehörte.
Der Westen des statistischen Bezirks, westlich des Alten Hervester Wegs, bildet den Marler Nordteil des Industrieparks Dorsten / Marl, der, wie der Marler Südteil, eher Frentrop zuzurechnen ist.
An statistischen Bezirken enthält der Stadtteil Lippe (7,57 km²):
- 134 Brassert-Schlenkesiedlung / Arenbergischer Forst, (8,61 km²)
  - ohne ehemalige Schlenkesiedlung (0,19 km²)
  - ohne Nordteil des Industrieparks Dorsten / Marl (0,85 km²)
  - (historisch ohne Südhälfte der Frentroper Mark, die zu Frentrop gehörte)
- (aus 40 Chemiezone)
  - (historisch nur der Westen)

Lippe zerfällt in die Frentroper Mark (1,75 km²), den bauerschaftlichen Teil (4,69 km²) und das ehemalige Gelände von Schacht 3 der Zeche Brassert mit der Lipper Höhe (1,13 km², nach Westen bis Haldenrand, südlich davon und nördlich von Am Kanal bis Lippestr.).
An statistischen Bezirken enthält der Stadtteil Chemiezone als Nachfolger von Oelde (9,22 km²):
- 40 Chemiezone, 9,03 km²
  - (historisch ohne den Westen, der zu Lippe gehörte)
- aus 134 Brassert-Schlenkesiedlung / Arenbergischer Forst, (0,19 km²)
  - Gebiet der ehemaligen Schlenkesiedlung (0,19 km²)
    - (historisch Lippe)
- (aus 142 Drewer-Nord Blumensiedlung)
  - (historisch die Nordwesthälfte)
- (aus 304 Marl-Hamm Zollvereinsiedlung)
  - (komplett auf historischem Oelder Gebiet, jedoch zum Stadtteil Marl-Hamm gerechnet)

### Sickingmühle und Herne

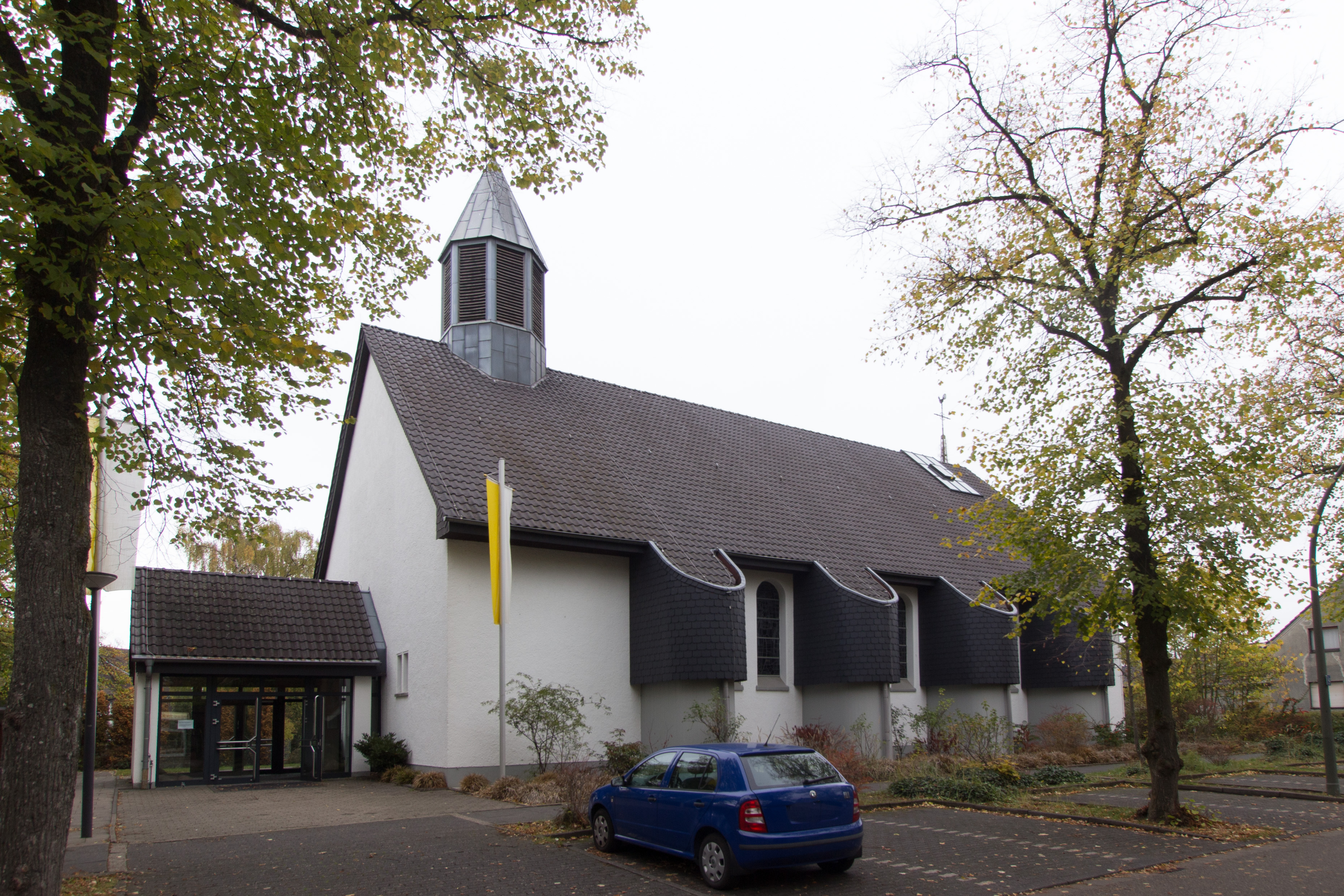
Christ-König in Sickingmühle

Das Dorf Sickingmühle (⊙) und der Weiler Herne (⊙) gehen auf ehemalige Bauerschaften der alten Gemeinde Hamm zurück, wobei auf Sickingmühler Gebiet auch die Waldsiedlungen des „eigentlichen“ jetzigen Stadtteils Marl-Hamm liegen. Sickingmühle ist durch Marler Straße und Hülsbergstraße gut von der Alten Waldsiedlung abgegrenzt, ein kurzer Abschnitt der A 52, die Waldstraße und die Lippramsdorfer Straße bilden eine natürliche Grenze zu Herne – wobei die alte Grenze eigentlich westlicher lag und mitten durchs heutige Dorf Lippramsdorf ginge.
An statistischen Bezirken enthält der Stadtteil Sickingmühle (2,63 km²):
- aus 301 Marl-Hamm Alte Waldsiedlung insgesamt 0,57 km²
  - den unbesiedelten Teil nördlich der Hülsbergstraße; 0,57 km²
- aus 303 Marl-Hamm-Sickingmühle insgesamt 2,06 km²
  - Westteil

An statistischen Bezirken enthält der Stadtteil Herne (4,55 km²):
- aus 303 Marl-Hamm-Sickingmühle insgesamt 4,55 km²
  - Ostteil